# 下津井電鉄線
下津井電鉄線（しもついでんてつせん）は、かつて岡山県倉敷市の下津井駅と都窪郡茶屋町（現：倉敷市）の茶屋町駅を結んでいた下津井電鉄の鉄道路線である。
モータリゼーションの進行による乗客の減少のために、1972年4月1日付で児島駅 - 茶屋町駅間14.5kmが廃止され、また1991年1月1日付で下津井駅 - 児島駅間が廃止された。これにより、下津井電鉄は鉄道事業から撤退したが、企業名としての「下津井電鉄」の名称は鉄道事業撤退後も使用されている。

## 路線データ
（茶屋町 - 児島間廃止前のデータ）
- 路線距離（営業キロ） : 21.0km
- 駅数 : 15駅（起終点駅含む）
- 軌間 : 762mm
- 複線区間 : なし（全線単線）
- 電化区間 : 全線（直流600V）
- 閉塞方式 : タブレット閉塞式（スタフ閉塞）

## 利用状況

### 輸送実績
下津井電鉄線の輸送実績を下表に記す。
表中、輸送人員の単位は万人。輸送人員は年度での値。表中、最高値を赤色で、最高値を記録した年度以降の最低値を青色で、最高値を記録した年度以前の最低値を緑色で表記している。
| 年度別輸送実績     | 年度別輸送実績                  | 年度別輸送実績                  | 年度別輸送実績                  | 年度別輸送実績                  | 年度別輸送実績                  | 年度別輸送実績  | 年度別輸送実績               |
| 年 度              | 輸送実績（乗車人員）：万人/年度 | 輸送実績（乗車人員）：万人/年度 | 輸送実績（乗車人員）：万人/年度 | 輸送実績（乗車人員）：万人/年度 | 輸送実績（乗車人員）：万人/年度 | 輸送密度 人/1日 | 特 記 事 項                  |
| ------------------ | ------------------------------- | ------------------------------- | ------------------------------- | ------------------------------- | ------------------------------- | --------------- | ---------------------------- |
| 年 度              | 通勤定期                        | 通学定期                        | 通勤通学 定 期 計               | 定 期 外                        | 合 計                           | 輸送密度 人/1日 | 特 記 事 項                  |
| 1975年（昭和50年） | 20.3                            | 11.1                            | 31.4                            | 34.3                            | 65.7                            | 1,213           |                              |
| 1976年（昭和51年） | 12.9                            | 6.8                             | 19.7                            | 27.4                            | 47.1                            | 844             |                              |
| 1977年（昭和52年） | 13.8                            | 8.5                             | 22.3                            | 30.9                            | 53.2                            | 1,004           |                              |
| 1978年（昭和53年） | 10.8                            | 7.4                             | 18.2                            | 27.2                            | 45.4                            | 819             |                              |
| 1979年（昭和54年） | 9.5                             | 6.9                             | 16.4                            | 29.4                            | 45.8                            | 817             |                              |
| 1980年（昭和55年） | 8.0                             | 7.0                             | 15.0                            | 27.9                            | 42.9                            | 754             |                              |
| 1981年（昭和56年） | 6.6                             | 5.9                             | 12.5                            | 24.4                            | 36.9                            | 655             |                              |
| 1982年（昭和57年） | 5.3                             | 5.4                             | 10.7                            | 23.0                            | 33.7                            | 592             |                              |
| 1983年（昭和58年） | 4.6                             | 3.5                             | 8.1                             | 22.9                            | 31.0                            | 544             |                              |
| 1984年（昭和59年） | 3.7                             | 2.3                             | 6.0                             | 24.9                            | 30.9                            | 541             |                              |
| 1985年（昭和60年） | 3.0                             | 1.4                             | 4.4                             | 23.8                            | 28.2                            | 494             |                              |
| 1986年（昭和61年） | 3.1                             | 1.1                             | 4.2                             | 23.9                            | 28.1                            | 506             |                              |
| 1987年（昭和62年） | 3.0                             | 1.0                             | 4.0                             | 23.3                            | 27.3                            | 474             |                              |
| 1988年（昭和63年） | 3.3                             | 0.3                             | 3.6                             | 26.2                            | 29.8                            | 545             | 新製車両（メリーベル号）導入 |
| 1989年（平成元年） | 3.0                             | 0.3                             | 3.3                             | 18.6                            | 21.9                            | 394             |                              |

鉄道統計年報（国土交通省鉄道局監修）より抜粋

### 営業成績
下津井電鉄線の営業成績を下表に記す。表中、収入の単位は千円。数値は年度での値。表中、最高値を赤色で、最高値を記録した年度以降の最低値を青色で、最高値を記録した年度以前の最低値を緑色で表記している。
| 年度別営業成績     | 年度別営業成績          | 年度別営業成績          | 年度別営業成績          | 年度別営業成績          | 年度別営業成績          | 年度別営業成績          | 年度別営業成績     | 年度別営業成績     | 年度別営業成績     | 年度別営業成績     | 年度別営業成績 |
| 年 度              | 旅客運賃収入：千円/年度 | 旅客運賃収入：千円/年度 | 旅客運賃収入：千円/年度 | 旅客運賃収入：千円/年度 | 旅客運賃収入：千円/年度 | 旅客運賃収入：千円/年度 | 運輸雑収 千円/年度 | 営業収益 千円/年度 | 営業経費 千円/年度 | 営業損益 千円/年度 | 営業 係数      |
| ------------------ | ----------------------- | ----------------------- | ----------------------- | ----------------------- | ----------------------- | ----------------------- | ------------------ | ------------------ | ------------------ | ------------------ | -------------- |
| 年 度              | 通勤定期                | 通学定期                | 通勤通学 定 期 計       | 定 期 外                | 手小荷物                | 合 計                   | 運輸雑収 千円/年度 | 営業収益 千円/年度 | 営業経費 千円/年度 | 営業損益 千円/年度 | 営業 係数      |
| 1975年（昭和50年） |                         |                         | 17,155                  | 33,293                  | 12,943                  | 63,391                  | 13,847             | 77,238             | 75,724             | 1,514              | 98.0           |
| 1976年（昭和51年） |                         |                         | 19,926                  | 36,754                  | 13,579                  | 70,259                  | 14,697             | 84,956             | 82,034             | 2,922              | 96.6           |
| 1977年（昭和52年） |                         |                         | 16,968                  | 39,252                  | 13,203                  | 69,423                  | 14,870             | 84,293             | 82,779             | 1,514              | 98.2           |
| 1978年（昭和53年） |                         |                         | 16,322                  | 44,184                  | 7,868                   | 68,374                  | 18,939             | 87,313             | 84,520             | 2,793              | 96.8           |
| 1979年（昭和54年） |                         |                         | 14,575                  | 45,007                  | 7,047                   | 66,629                  | 20,868             | 87,497             | 85,356             | 2,141              | 97.6           |
| 1980年（昭和55年） |                         |                         | 12,750                  | 42,987                  | 3,241                   | 58,978                  | 12,013             | 70,991             | 76,841             | △7,850             | 111.1          |
| 1981年（昭和56年） |                         |                         | 12,644                  | 43,994                  | ――                      | 56,638                  | 14,632             | 71,270             | 76,916             | △5,646             | 107.9          |
| 1982年（昭和57年） |                         |                         | 10,647                  | 41,315                  | ――                      | 51,962                  | 13,075             | 65,037             | 78,336             | △13,299            | 120.4          |
| 1983年（昭和58年） |                         |                         | 8,536                   | 41,833                  | ――                      | 50,369                  | 31,838             | 82,207             | 92,202             | △9,995             | 112.2          |
| 1984年（昭和59年） |                         |                         | 6,378                   | 45,273                  | ――                      | 51,651                  | 48,467             | 100,118            | 117,025            | △16,907            | 116.9          |
| 1985年（昭和60年） |                         |                         | 4,897                   | 43,155                  | ――                      | 48,052                  | 43,066             | 91,118             | 113,611            | △22,493            | 124.7          |
| 1986年（昭和61年） |                         |                         | 4,946                   | 43,241                  | ――                      | 48,187                  | 44,177             | 92,364             | 119,761            | △27,397            | 129.7          |
| 1987年（昭和62年） | 3,454                   | 1,215                   | 4,669                   | 43,171                  | ――                      | 47,840                  | 92,220             | 140,060            | 203,250            | △63,190            | 145.1          |
| 1988年（昭和63年） | 3,779                   | 597                     | 4,376                   | 46,950                  | ――                      | 51,326                  | 57,956             | 109,282            | 217,314            | △108,032           | 198.9          |
| 1989年（平成元年） | 3,194                   | 523                     | 3,717                   | 37,750                  | ――                      | 41,467                  | 23,181             | 64,648             | 140,734            | △76,086            | 217.7          |

鉄道統計年報（国土交通省鉄道局監修）より抜粋

## 歴史

### 初期の経緯
下津井は古くから風待港として栄えた港町である。下津井 - 丸亀間航路は航路が短いことから本州と四国とを結ぶ「四国往来」と呼ばれる主要ルートの一部とされ、金比羅参りの人々などが古くから多く利用していた。
しかし、1910年に国鉄宇野線が全通し、これに接続する形で宇野 - 高松間で宇高連絡船の運航が開始されると、下津井 - 丸亀間航路の利用者は激減した。そこで四国渡航客を取り戻すために、下津井から国鉄線までの鉄道路線が計画された。
会社設立に当たっては、当時塩田王として知られた野﨑家や、回船業や醸造業を営んでいた永山家をはじめとする児島・下津井の有力者らや、下津井の対岸にあたり、下津井 - 丸亀航路の盛衰が直接街の経済に影響を及ぼすことになる丸亀の有力者らの出資や用地提供を受け、1910年に下津井軽便鉄道期成同盟会を結成して、岡山県児島郡下津井より岡山県都窪郡茶屋町に至る軽便鉄道の旅客・貨物営業許可申請を行い、免許を取得した。
これにより、1911年に下津井軽便鉄道会社を設立、全線の建設工事を着工した。
もっとも、終端に当たる琴海 - 鷲羽山付近に大規模な岩盤開削工事が含まれ、その完成までには時間を要したため、児島郡最大の都邑であり、しかも下津井軽便鉄道にとって大口の路線用地提供者であった野﨑家が本拠を構える児島までの早期開業が要請された。これに応じて味野町（後の児島） - 茶屋町間14.5kmが1913年に先行開業し、翌1914年に下津井 - 味野町間6.5kmが開業して茶屋町 - 下津井間21.0kmが全通している。
この下津井軽便鉄道線には、山陽本線の支線である宇野線から、さらに茶屋町駅で乗り換えねばならないという立地条件の不便さがあった。このため本来の目的であった四国連絡の利用者は少なく、当初は経営難が続いた。その打開策として、山陽本線との直結を企図した倉敷への路線延長や国鉄線との直通を可能とする1,067mm軌間への改軌も幾度か検討されたが、部分開業の原因ともなった児島半島の縦断に起因する狭隘かつ急峻な地形と、これに伴う巨額の建設工事費を捻出できなかったことから、いずれの計画も断念している。
その一方で大正末期より沿線、特に児島周辺で繊維産業が発達し客貨共に輸送量が増大し始めた。そのため、客貨分離とフリークエントサービスの充実を目論んで気動車（ガソリンカー）を導入、輸送力を大幅に増強した。戦前に導入したガソリンカーは単端式・ボギー車を合わせてのべ14両に達し、戦前の短距離軽便鉄道としては異例の大量導入であった。

### 電化による近代化
戦中および戦後の混乱期は、燃料統制に伴う石油の入手難から気動車の荷台にガス発生炉を搭載して木炭ガス燃料で走行させ、さらに釜石製鉄所から中古のドイツ製蒸気機関車を購入してしのいだ。しかし、石油・石炭等の燃料供給事情は戦時中から戦後にかけて極端に悪化し、燃料費暴騰で運行経費が著しく増大した。
対策として一時は全線バス化も検討されたが、経営陣は電化を実施の上での鉄道存続を決定、物資難で工事も困難な状況下であったが、必要となる資材・人員を取り揃えて1949年に全線の電化工事を完了し、社名も下津井電鉄に変更した。
電化当初は既存の大型気動車6両を電車に改造し、それらに制御車化された他の気動車を組み合わせた総括制御運転を行ったほか、必要に応じて蒸気機関車時代以来の客貨車を電車牽引することで対応した。日本の762mm軌間の電化軽便鉄道で総括制御方式を導入したのはこの下津井電鉄が最初の例である。
そののち1951年に廃止となった赤穂鉄道からの譲受車による開業以来の老朽客車の置き換え、完全な新車の電車増備や、1955年に改軌した栗原電鉄からの中古電車導入、あるいは気動車改造電車の車体更新によって車両整備が順次進められた。
風光明媚な鷲羽山への観光客増加も手伝って、昭和30年代に全盛期を迎え、重要拠点ゆえに老朽化が目立った児島・下津井両駅の新築による建て替えなどの大がかりな設備投資も順次実施されている。特に児島駅は鉄筋コンクリート2階（一部3階）建ての堂々たるビルに建て替えられ、児島市の玄関口としての役割を倉敷市との合併まで担うこととなった。

### 部分廃止から廃線に至るまで

#### 1970年代 - 瀬戸大橋開通前
山陽新幹線が岡山まで到達するようになった1970年代以降、岡山県内の道路網が整備され、児島地域から岡山・倉敷へは乗り換えの必要がなく所要時間も短い自社バスの利用客が増加するようになり、それまで年間200 - 250万人前後で推移していた下津井電鉄線の利用客数は1970年代初頭には150万人前後にまで急減した。このため、1972年3月末限りで児島 - 茶屋町間14.5kmが廃止された。
この際、下津井周辺は狭隘な地形ゆえに道路状況が極端に悪くバスへの代替が困難であったため、下津井 - 児島間6.5kmのみが創業目的の一つであった関西汽船・関西急行フェリーによる下津井 - 丸亀航路との連絡輸送維持の必要性もあって存続した。残存区間では全線を1閉塞区間とするスタフ閉塞に変更、ワンマン運転、下津井駅以外の全駅を無人化という徹底的な合理化を行い、さらに車両についても短縮前に在籍した電車21両のうち、車齢が若く手のかからない新造車を中心に6両のみを残して後はすべて廃車し、鉄道部門は従業員10人のみで運営を行った。その結果、鉄道の赤字をバス事業などの他の事業で補填できる額まで減らすことができた。
1983年には旅客誘致策としてモハ1001の車両内外に乗客が自由に落書きできる電車「赤いクレパス号」が登場、「落書き電車」として有名になった。
また、映画やテレビドラマのロケーション協力を積極的に進め、映画『悪霊島』では鷲羽山駅旧駅舎が使用され、テレビ朝日系で放映された石原プロモーション製作の刑事ドラマ『西部警察PART-III』の岡山・香川ロケに協力し、関西テレビ製作の『裸の大将放浪記』、テレビ朝日制作の『土曜ワイド劇場』をはじめとした2時間ドラマ等のロケで使用されたが、利用客の長期低落傾向は1980年代を通じて続き、鉄道部門は赤字を出しながら自社バス部門の収益を財源とする内部補助で存続していた。

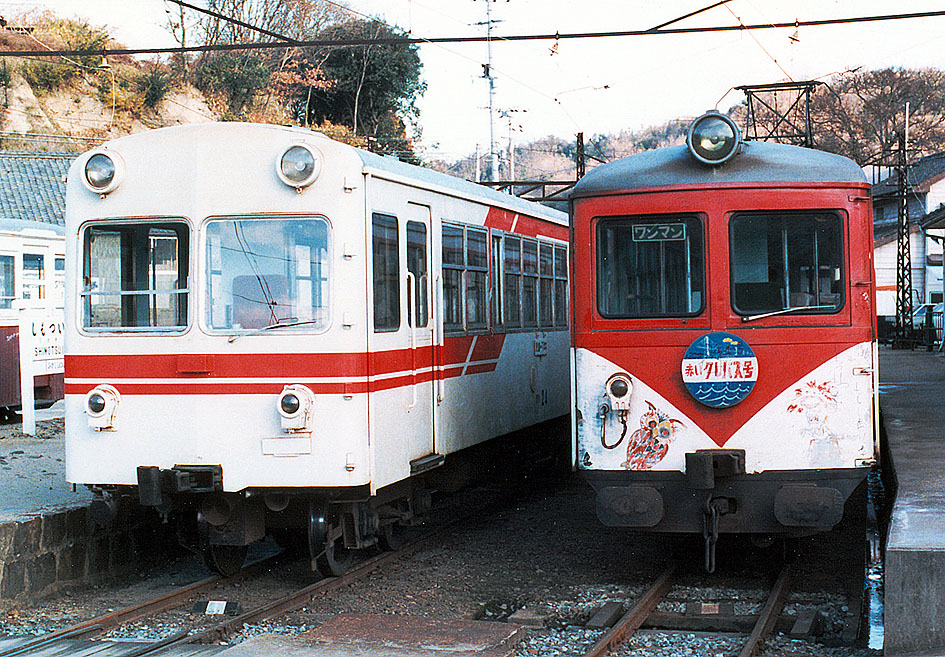
モハ1001とクハ24（下津井駅、1985年）
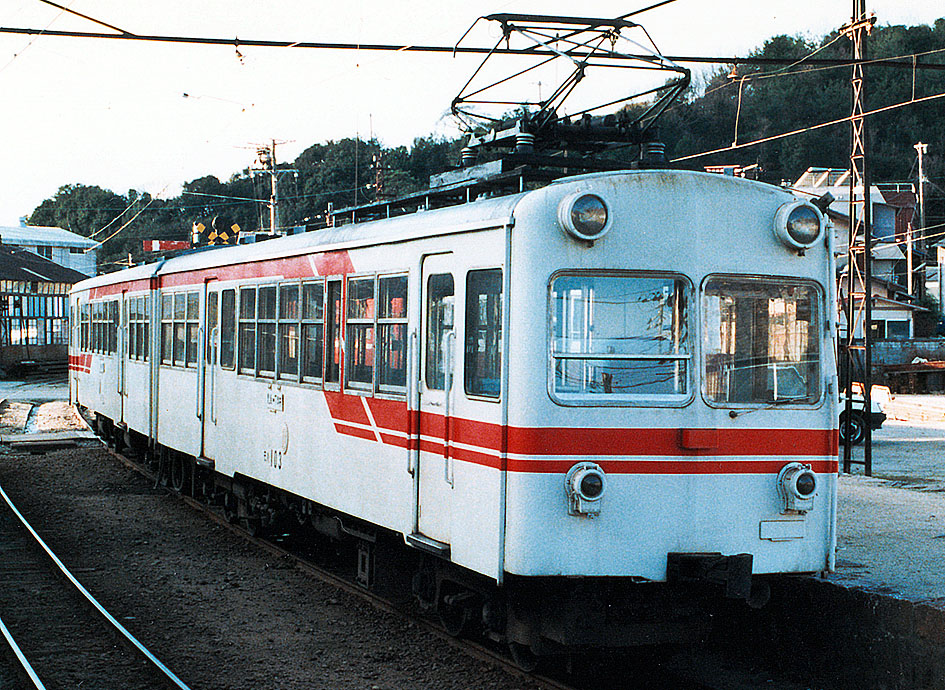
モハ103+クハ24（下津井駅、1985年）
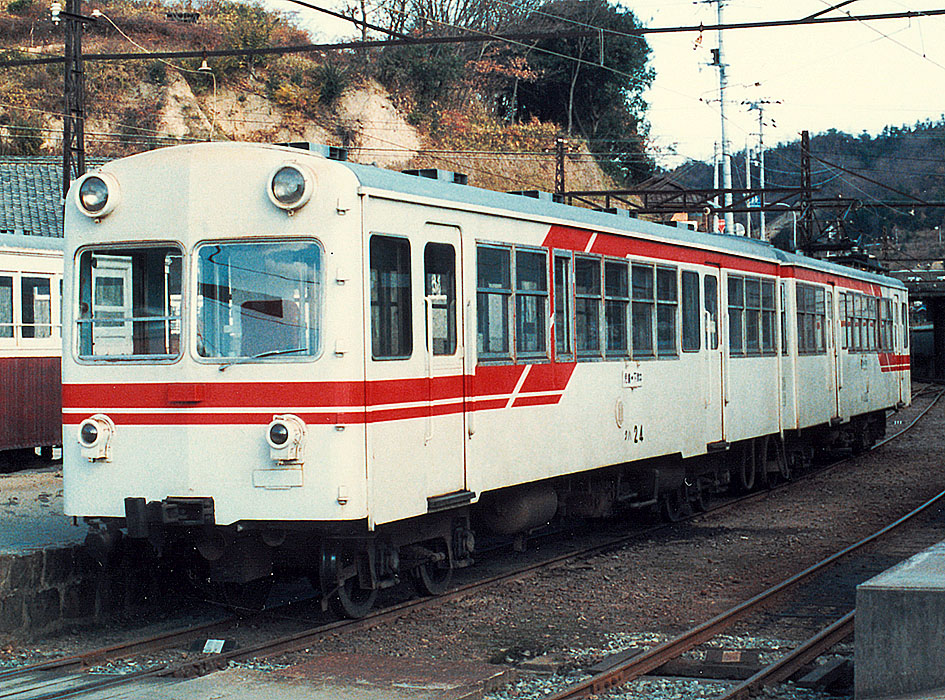
クハ24+モハ103（下津井駅、1985年）
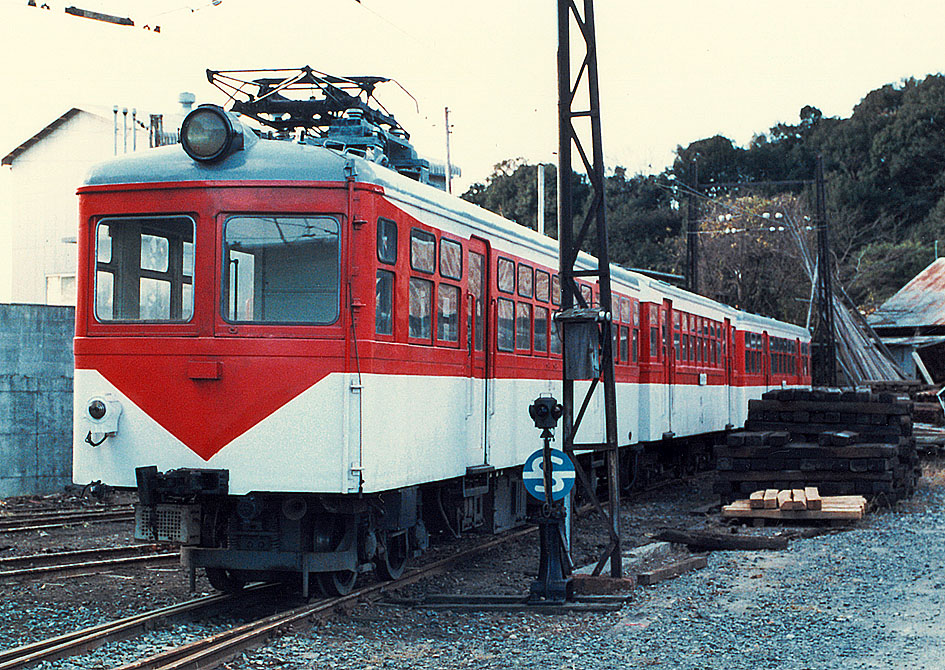
モハ102+サハ2+クハ22（下津井駅、1985年）

#### 瀬戸大橋開通後 - 末期
1988年の瀬戸大橋開通を機に、橋にほど近い下津井電鉄では観光鉄道への転身を図った。琴海駅の交換設備を復活させて増発に備えるとともに、奇抜なメルヘン調レトロデザインの冷房付展望電車・2000系「メリーベル号」3両編成1本を新造した。児島駅の移転新築や下津井駅構内の整備、鷲羽山駅へメリーベル号導入により余剰となった車両を流用した待合室の設置などの様々な改良工事をはじめとして、イベント列車の運行などの増収策も図られた。
しかし目当ての観光客のほとんどは四国や瀬戸大橋自体に流れた。そもそも乗換駅となる下電児島駅とJR児島駅とが1km程度と大きく離れているなど立地条件が不利な上、沿線で瀬戸大橋が眺望できる区間が鷲羽山周辺のごくわずかな区間に限られることから、下津井電鉄に目を向ける客はわずかであった。また期待していた瀬戸大橋関連のバスツアーや1988年に開催された瀬戸大橋博覧会の来場客も一部しか立ち寄らず、さらにJRの瀬戸大橋線が児島 - 岡山間をわずか30分で結ぶようになると、自社バス部門の高収入路線であった児島 - 岡山線の乗客が急速に減少し、さらに自社が開設した瀬戸大橋経由で岡山と四国を結ぶ都市間高速バスが主として瀬戸大橋通行料金の高額さに起因する運賃の高額さなどから失敗に終わったため、鉄道の赤字を補填することが困難になった。また、瀬戸大橋建設工事のために建設された資材搬入道路や整備された湾岸道路などが一般開放されて下津井周辺の道路状況が改善され、路線バスへの代替が可能になったこともあって鉄道線はその歴史的使命を終え、1990年末限りで全線廃止された。

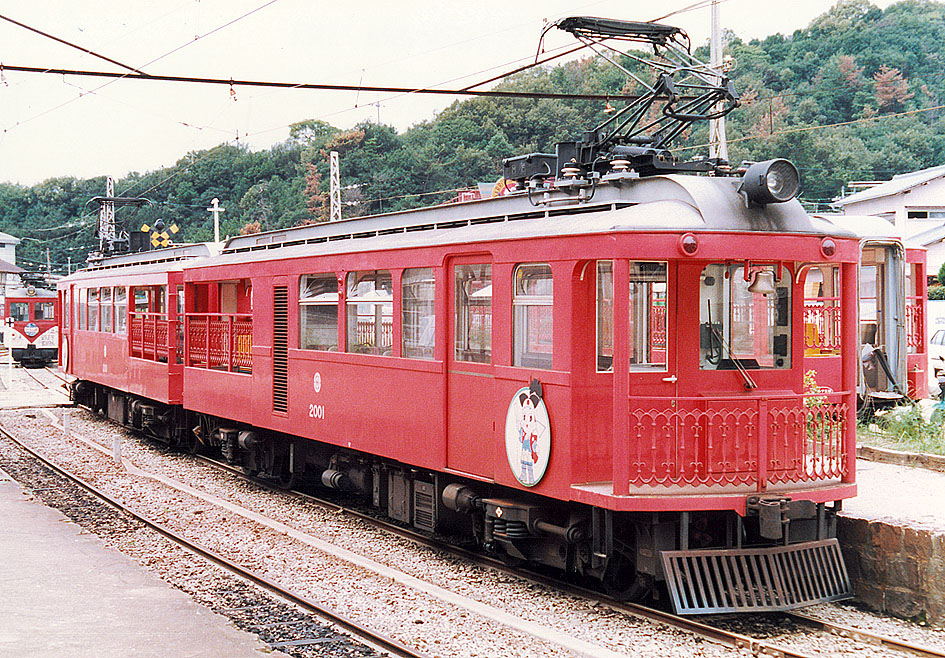
モハ2001+クハ2101 メリーベル号（下津井駅、1990年）
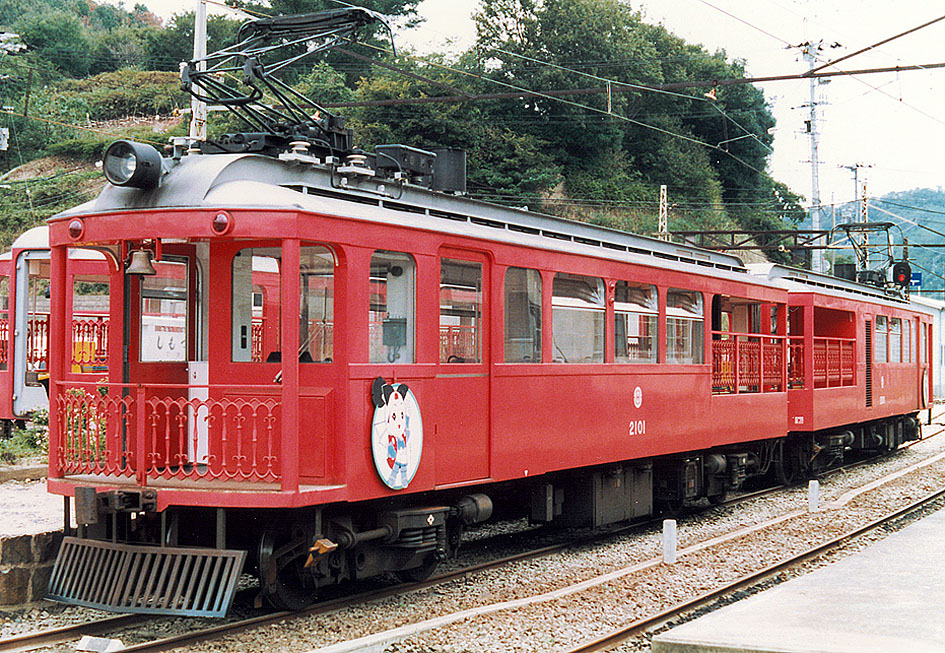
クハ2101+モハ2001 メリーベル号（下津井駅、1990年）
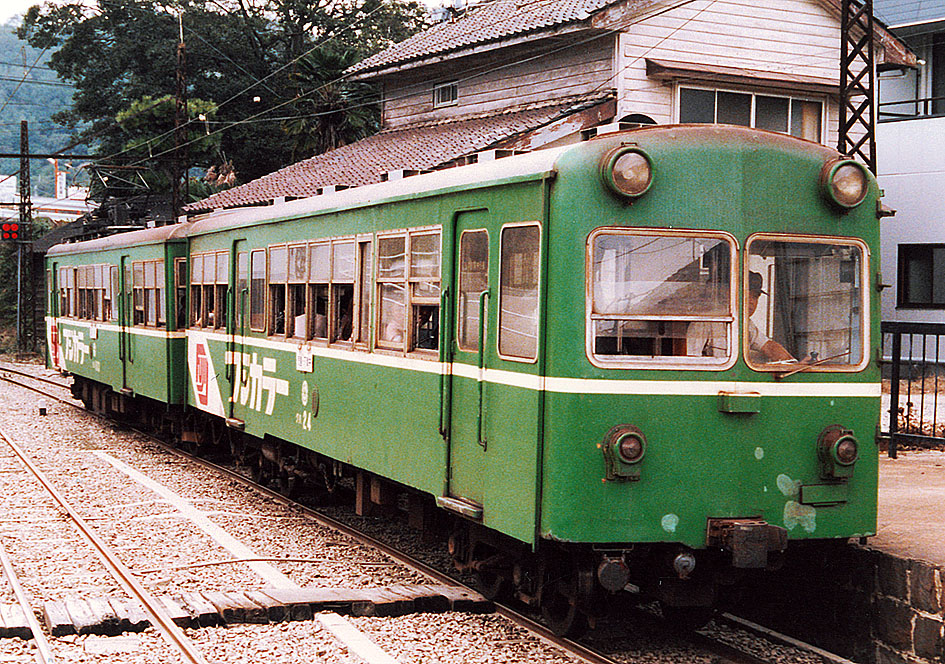
クハ24+モハ103 フジカラー号（下津井駅、1990年）

### 廃線後の様子
廃線跡は1972年の部分廃止時と1991年の残存区間の廃止時の2度に分けて倉敷市に譲渡され、その大部分が自転車道に転用された。下津井 - 児島間は通称「風の道」として整備されている。

#### 1972年廃止区間
宇野線と接続していた茶屋町駅跡も、本四備讃線（瀬戸大橋線）開業まではホーム跡付近は下電バスの発着場として残されて他にも面影があったが、同線開業に伴う茶屋町駅高架化と共に実施された再開発によってホーム跡は撤去し区画整備されたため、現在、駅周辺に下津井電鉄の遺構はほとんど残されていない。
茶屋町 - 児島間の一部の駅は、ホームがそのまま保存されている。また同区間の軌道敷は交差する瀬戸中央道の用地として転用された一部の区間以外は、ほぼ自転車道（倉敷市道3008号茶屋児島自転車道1号線、倉敷市道3009号茶屋児島線、倉敷市道3010号茶屋児島自転車道2号線、倉敷市道3050号茶屋児島自転車道3号線）として整備されて残っている。

#### 1991年廃止区間
下津井 - 児島間のその他の駅は、駅舎などの建物はすべて解体されたがホームはそのまま残存している箇所があり、また架線柱や信号柱などの設備も残されている箇所もある。この区間の軌道敷は前述の「風の道」として全区間整備されて歩くことができ、毎春恒例の倉敷市などが主催のウォーキングイベント「瀬戸内倉敷ツーデーマーチ」でもコースの一部として活用されている。琴海駅跡からは風光明媚な瀬戸内海を眺めることができる。

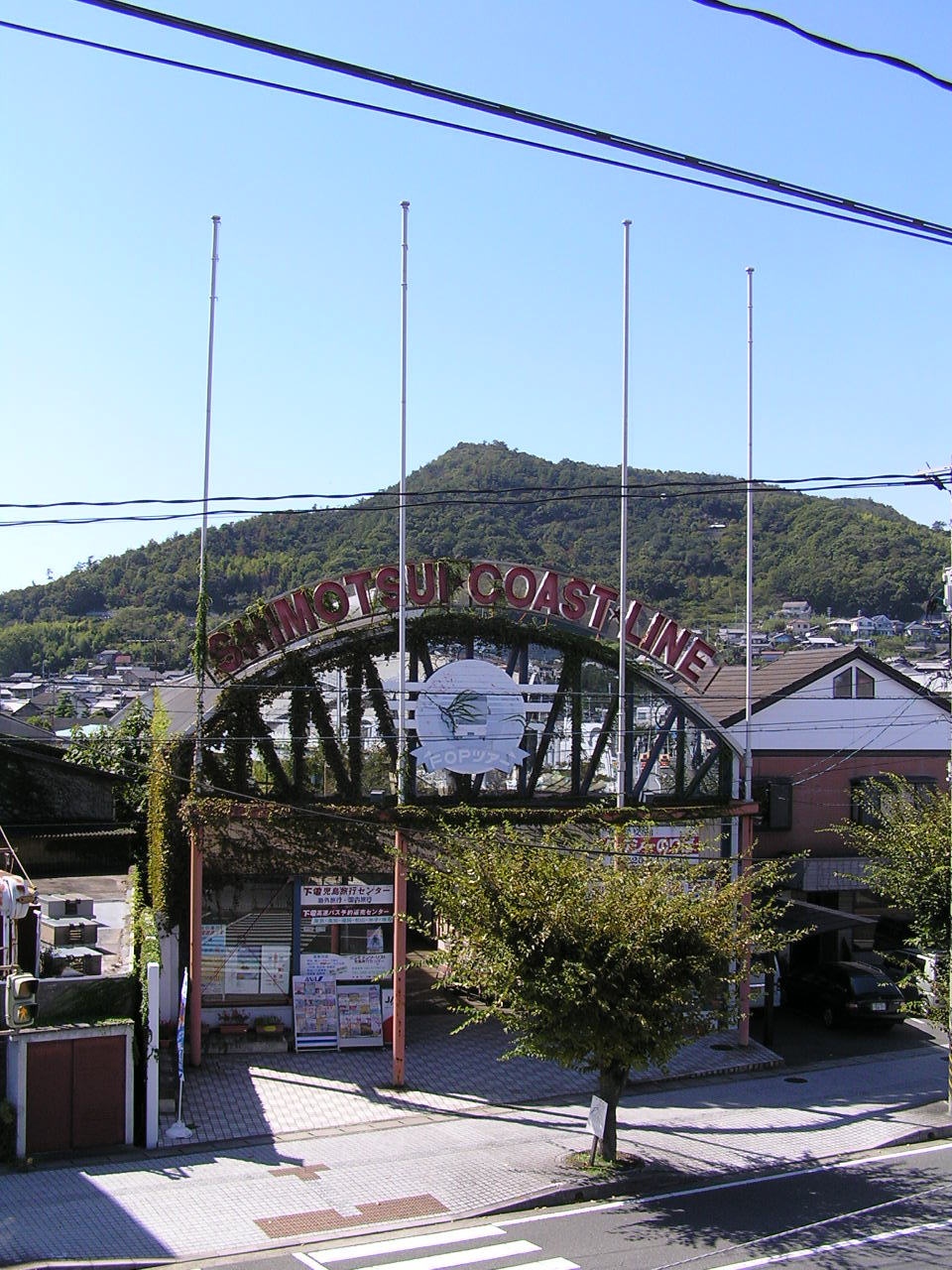
児島駅舎跡（2007年10月6日）
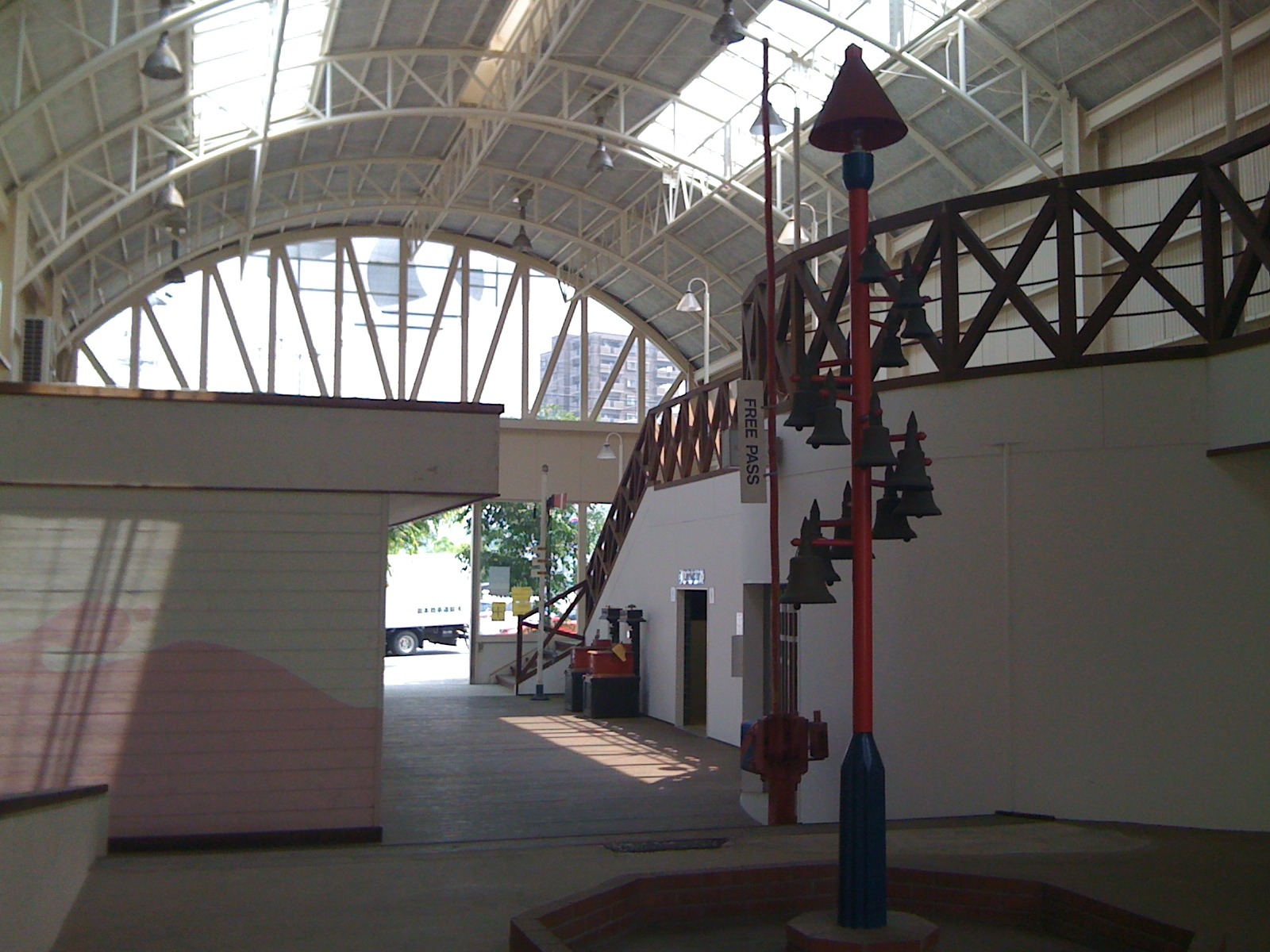
児島駅プラットホーム跡（2011年6月4日）
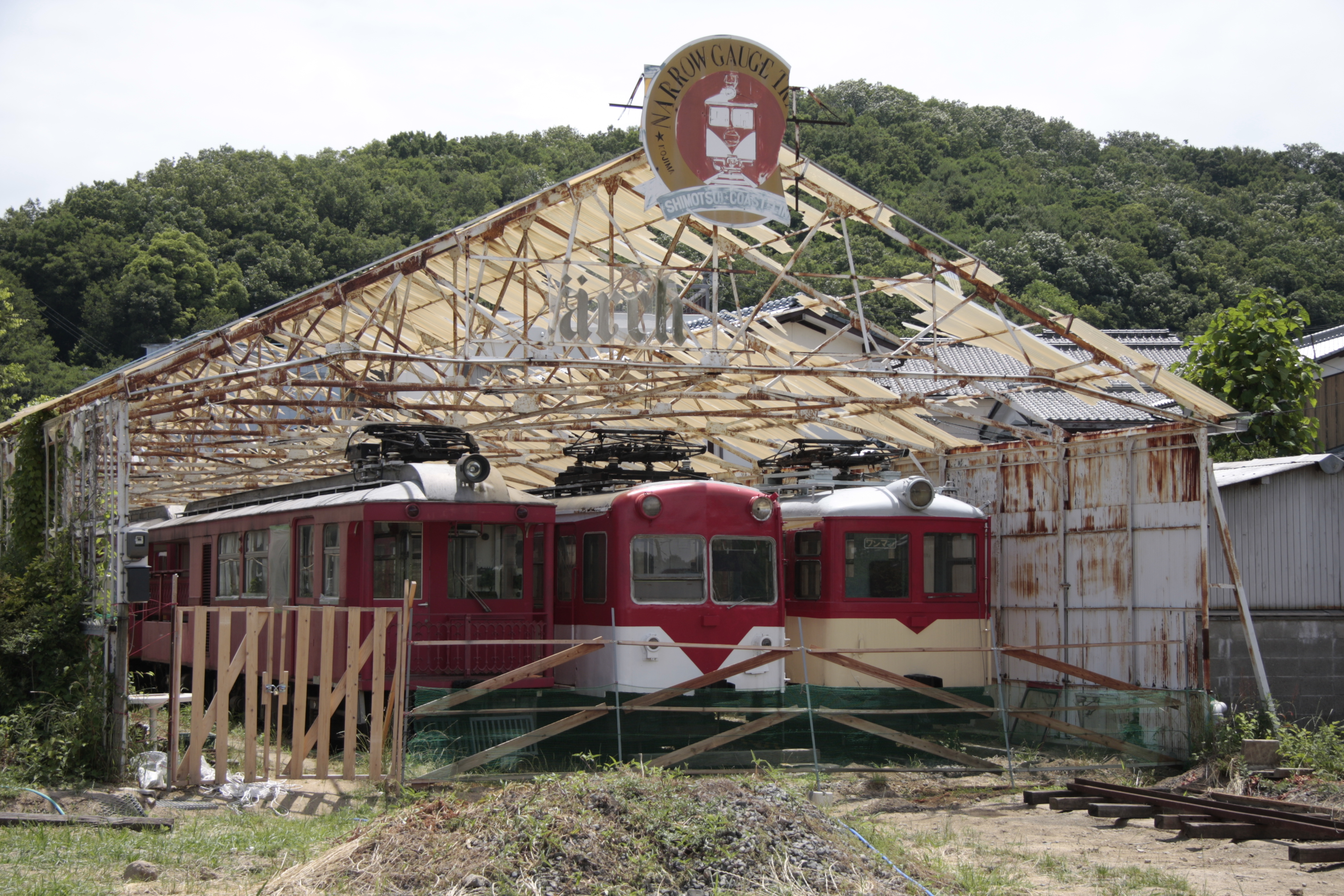
下津井駅構内の上屋内に保存されている車両。屋根の老朽化が窺える（2009年6月20日）

### 年表
- 1910年（明治43年）11月9日 - 下津井 - 茶屋町間の免許を取得。
- 1911年（明治44年）8月2日 - 下津井軽便鉄道として会社設立。
- 1913年（大正2年）11月11日 - 味野町（後の児島） - 茶屋町間14.5kmが開業する。軌間762mm蒸気動力。
- 1914年（大正3年）
  - 小田駅を小田村駅に改称。
  - 3月15日 - 下津井 - 味野町間6.5kmが開業し全線開業。
  - 3月24日 - 国鉄との連絡運輸を開始。
- 1920年（大正9年） - 琴浦駅を稗田駅に改称。
- 1922年（大正11年）11月28日 - 下津井軽便鉄道から下津井鉄道に社名変更。
- 1923年（大正12年）3月15日 - 下津井駅構内において下津井電鉄開通10周年祝典。
- 1926年（大正15年）1月1日 - 旅客2等車を廃止してすべて3等車に。
- 1927年（昭和2年）12月21日 - 内燃動力併用認可。
- 1928年（昭和3年）3月20日 - 内然動力の併用を開始しガソリンカー導入され1日9往復から16往復に。
- 1930年（昭和5年）2月11日 - 閉塞方式を票券閉塞からタブレット閉塞に変更し福田、稗田、赤崎村、下津井東、下津井の各駅に設置。
- 1931年（昭和6年）
  - 小田村駅を児島小川駅に改称。
  - 5月1日 - 鷲羽山駅が臨時駅として開業。
  - 7月10日 - 鷲羽山駅を常設駅に変更。
- 1934年（昭和9年）4月18日 - 下津井駅構内で火災が発生し車庫などが焼失。
- 1935年（昭和10年）1月10日 - 赤崎村駅を備前赤崎駅に改称。
- 1941年（昭和16年）8月1日 - 味野町駅を味野駅に改称。
- 1948年（昭和23年）9月1日 - 電化工事開始。
- 1949年（昭和24年）
  - 5月1日 - 全線直流600V電化が完成し、電気と蒸気の併用運転開始。
  - 6月20日 - 阿津駅開業。
  - 8月20日 - 下津井鉄道株式会社から下津井電鉄に社名変更する。蒸気列車の運転が終了。
- 1950年（昭和25年）
  - 2月10日 - 藤戸駅開業。
  - 5月31日 - 福南山駅設置認可。
- 1952年（昭和27年）4月19日 - 柳田駅開業。
- 1956年（昭和31年）3月26日 - 味野駅を児島駅に、下津井東駅を東下津井駅に改称。
- 1962年（昭和37年） - 児島通運を設立し鉄道小荷物の配達を開始。
- 1971年（昭和46年）12月18日 - 児島 - 茶屋町間14.5kmの地方鉄道運輸業廃止を申請。
- 1972年（昭和47年）
  - 3月9日 - 児島 - 茶屋町間の地方鉄道運輸業廃止が認可。
  - 3月31日 - 児島 - 茶屋町間のさよなら運転実施。
  - 4月1日 - 児島 - 茶屋町間を廃止し、同区間の代替バスの運転が開始し児島駅が移転される。貨物営業廃止。スタフ閉塞式に変更。下津井駅以外は無人化。
  - 5月 - 廃止された児島 - 茶屋町間の線路の撤去開始。
  - 9月20日 - ワンマン運転開始。
- 1973年（昭和48年）
  - 3月31日 - 児島 - 茶屋町間の鉄道用地を倉敷市に払い下げ。
  - 4月 - 倉敷市による児島 - 茶屋町間の鉄道用地跡を自転車道としての整備開始。
- 1974年（昭和49年）11月 - 倉敷市による児島 - 茶屋町間の自転車道の整備が完成。
- 1976年（昭和51年）
  - 7月1日 - 児島駅改良工事開始。
  - 9月20日 - 児島バスセンター改造工事と合わせた児島駅改良工事完成。
- 1980年（昭和55年）2月1日 - 電化30周年記念としてジャンボ乗車券を販売。
- 1981年（昭和56年）4月1日 - 下津井駅構内にて創立70周年の記念式典が行われ記念乗車券を販売。
- 1983年（昭和58年）10月1日 - モハ1001号による「赤いクレパス号」完成。
- 1984年（昭和59年）10月1日 - 本四備讃線・瀬戸中央自動車道との交差部分となる、琴海 - 鷲羽山間のトンネル（延長134.8m）工事に着手する。同トンネルが下津井電鉄線として初のトンネル。
- 1985年（昭和60年） - 琴海 - 鷲羽山間に建設中のトンネル工事のため、工事区間が仮線へ移動。
- 1987年（昭和62年）
  - 3月 - 本四備讃線・瀬戸中央自動車道との交差部分のトンネルが完成。
  - 8月 - 児島駅の改築移転工事と下津井駅構内の改良工事が開始される。同年中に児島駅移転、0.2km短縮。
- 1988年（昭和63年）
  - 3月12日 - 自動閉塞式に変更。琴海駅の交換設備が復活する。鷲羽山駅及び下津井駅構内の改良工事が完成。
  - 3月20日 - 本四備讃線の茶屋町 - 児島間が開業。
  - 4月10日 - 瀬戸大橋が開通し、本四備讃線の児島 - 宇多津間が開業。
- 1990年（平成2年）
  - 10月1日 - 下津井 - 児島間6.3kmの廃止申請を含む下津井電鉄の鉄道事業廃止許可申請書を運輸大臣に届け出、同時に同区間の代替バス路線新設申請書を中国運輸局に届出。
  - 12月31日 - 下津井 - 児島間のさよなら運転実施[9]。
- 1991年（平成3年）
  - 1月1日 - 全線廃止し同社の鉄道事業は廃止され、同区間の代替バスの運転開始。
  - 12月 下津井 - 児島間の鉄道用地を倉敷市に有償貸与する（継続中）。
- 1992年（平成4年）4月 - 倉敷市により下津井 - 児島間の鉄道用地跡を遊歩道（風の道）として整備開始。

## 駅一覧
- 駅名は廃止時、接続路線の事業者名・所在地などは廃線時のもの。全駅岡山県に所在。
- 全列車普通列車（全駅に停車）。
- 列車交換 … ◇・∧：交換可、｜：交換不可

### 1991年廃止区間
| 駅名       | 駅間営業キロ | 累計営業キロ | 接続路線 | 列車交換 | 所在地 |
| ---------- | ------------ | ------------ | -------- | -------- | ------ |
| 下津井駅   | ‐            | 0.0          |          | ◇        | 倉敷市 |
| 東下津井駅 | 2.0          | 2.0          |          | ｜       | 倉敷市 |
| 鷲羽山駅   | 0.5          | 2.5          |          | ｜       | 倉敷市 |
| 琴海駅     | 0.9          | 3.4          |          | ◇        | 倉敷市 |
| 阿津駅     | 1.3          | 4.7          |          | ｜       | 倉敷市 |
| 備前赤崎駅 | 0.5          | 5.2          |          | ｜       | 倉敷市 |
| 児島駅     | 1.1          | 6.3          |          | ∧        | 倉敷市 |

### 1972年廃止区間
| 駅名       | 駅間営業キロ | 累計営業キロ | 接続路線                 | 列車交換 | 所在地                      |
| ---------- | ------------ | ------------ | ------------------------ | -------- | --------------------------- |
| 児島小川駅 | 1.4          | 7.9          | 下津井電鉄：下津井電鉄線 | ◇        | 倉敷市                      |
| 柳田駅     | 0.9          | 8.8          |                          | ｜       | 倉敷市                      |
| 稗田駅     | 1.4          | 10.2         |                          | ◇        | 倉敷市                      |
| 福南山駅   | 2.0          | 12.2         |                          |          | 倉敷市                      |
| 福田駅     | 1.9          | 14.1         |                          | ◇        | 倉敷市                      |
| 林駅       | 2.5          | 16.6         |                          | ◇        | 倉敷市                      |
| 藤戸駅     | 1.9          | 18.5         |                          | ｜       | 倉敷市                      |
| 天城駅     | 0.5          | 19.0         |                          | ◇        | 倉敷市                      |
| 茶屋町駅   | 2.0          | 21.0         | 日本国有鉄道：宇野線     | ∧        | 都窪郡茶屋町 （現：倉敷市） |

児島駅は部分廃止直後と最終期との2度にわたり移転している。2009年現在残されている児島駅は、1987年以降の最終期の児島駅であり、部分廃止前の1972年以前、部分廃止直後の1972年から1987年までとは場所が異なっている。そのため、上記の表中において児島駅の累計キロ（1991年時点）と児島小川駅の累計キロ（1972年時点）の差は児島小川駅の駅間キロと合致しない。なお、下津井電鉄線の児島駅はJR瀬戸大橋線の児島駅とは別地点である。列車運行上は茶屋町・児島から下津井へ向かう方が「下り」、逆方向が「上り」であった。

## 車両
低規格な軽便鉄道ではあったが、堅実な設計で目立たないながらも高級・高精度な部品を多用した車両が多いのが特徴である。

### 蒸気機関車
1913年の開業に当たっては経営陣の判断で、対岸である四国の伊予鉄道や別子銅山鉄道と同じく、ドイツ・ミュンヘンのクラウス社（Locomotivfabrik Krauss & Comp.：現在のクラウス・マッファイ社）製蒸気機関車が刺賀商会経由で3両輸入された。周辺の鞆・両備・井笠・西大寺・三蟠の軽便鉄道各社が、同じドイツでもオットー・ライメルス商会経由で廉価なコッペル社（オーレンシュタイン&コッペル-アルトゥル・コッペル社。Orensteim & Koppel-Arthur Koppel A.-G.）製蒸気機関車を導入していた中にあって、珍しい例である。
開業に当たって用意された蒸気機関車は10.2t B型ウェル・タンク機の1形1および13.2t C型ウェル・タンク機の11形11・12の計3両で、いずれもクラウス社ゼントリング工場で1913年に製作されている。
これらはクラウス社から日本へ輸入された蒸気機関車としてはほぼ最終期の製品で、第一次世界大戦勃発前の比較的余裕がある時期であったため、非常に丁寧に製作され、長年の酷使にもよく耐えたと伝えられている。
その後第一次世界大戦後に増備車として13t C型ウェルタンク機の13が新製されたが、これは同じドイツでもアーノルト・ユング社 (Arnold Jung Locomotivfabrik GmbH) の製品で、軸距や軸重の関係からか下津井の軌道条件に上手く適合せず、またやや粗製濫造気味であったために不評で常に予備車の地位に置かれ、主力はクラウス製の3両のままであった。
燃料の入手難で気動車の運行が困難となった戦後の混乱期には千葉県市川市の市川重工業に10t C形サイドタンク機を発注したものの、これは様々な事情から最終的に中止された。
下津井鉄道に入線した最後の蒸気機関車となったのは、15t C型ウェルタンク機の15形15で、これは戦時中に立山重工業製20t級大型機を大量導入して余剰となった日本製鐵釜石製鉄所よりNo.164を譲受したものである。これは1910年にドイツのハノーマグ社で製造された車両であるが、軸重が大きく牽引力があったために混乱期には重宝された。
| 番号（製造番号） | 製造所       | 製造年 | 認可           | シリンダ径x行程(mm) | 火床面積(m2) | 伝熱面積(m2) | 運転整備重量(t) | 最大軸重(t) | 寸法(LxWxH)    | 固定軸径(mm) | 動輪直径(mm) |
| ---------------- | ------------ | ------ | -------------- | ------------------- | ------------ | ------------ | --------------- | ----------- | -------------- | ------------ | ------------ |
| 1(6686)          | クラウス     | 1913年 | 1913年11月10日 | 230x300             | 0.40         | 22.00        | 10              | 5           | 5660x1915x3050 | 1300         | 620          |
| 11(6786)         | クラウス     | 1913年 | 1913年11月10日 | 240x300             | 0.50         | 26.72        | 13              | 4.6         | 5900x1965x3200 | 1500         | 620          |
| 12(6787)         | クラウス     | 1913年 | 1913年11月10日 | 240x300             | 0.50         | 26.72        | 13              | 4.6         | 5900x1965x3200 | 1500         | 620          |
| 13(3436)         | ユング       | 1923年 | 1924年4月8日   | 240x300             | 0.52         | 26.78        | 13              | 4.3         | 6040x2000x3035 | 1500         | 630          |
| 15(5954)         | ハノーファー | 1910年 | 1946年10月24日 | 270x340             | 0.60         | 30.48        | 15.6            | 5.2         | 6148x2100x2896 | 2000         | 720          |
| [ * 1 ]          | 市川重工業   | 1949年 | 1949年10月21日 |                     |              |              |                 |             |                |              |              |

1. ↑  実際には納車されなかったが、CTS-占領軍民間運輸局への申請が下津井電鉄に許可されていたたま、書類上は一旦同社籍となり、1950年1月25日に王子製紙（当初の納車先は王子軽便鉄道で、後に王子製紙春日井工場へ）に対して譲渡売却を行った旨の届出を提出している。

### 客車
創業当初から、電化後も1961年ごろまで多客時に対応する増結用として使用された。
製作所と以前の在籍から下記の4タイプに分類する。なお、各形式は最終在籍時の型式。

#### 清水型
1913年の開業に際して、大阪の清水鉄工所で製造され準備された8両のシングルルーフのボギー車。
| 型式    | 製造所     | 認可           | 全長(mm) | ボギー中心間(mm) | 窓配置 （V=乗降口） | 廃車          | 備考                                             |
| ------- | ---------- | -------------- | -------- | ---------------- | ------------------- | ------------- | ------------------------------------------------ |
| ホハ8   | 清水鉄工所 | 1913年11月10日 | 7,010    | 3,962            | V8V                 | 1956年3月23日 | サイドシート仕様                                 |
| ホハ9   | 清水鉄工所 | 1913年11月10日 | 7,010    | 3,962            | V8V                 | 1954年8月25日 | サイドシート仕様、1926年8月にホロハ2から型式変更 |
| ホハフ4 | 清水鉄工所 | 1913年11月10日 | 7,010    | 3,962            | V8V                 | 1956年3月23日 | サイドシート仕様、1951年3月にホハ1から型式変更   |
| ホハフ5 | 清水鉄工所 | 1913年11月10日 | 7,010    | 3,962            | V8V                 | 1954年8月25日 | サイドシート仕様、1951年3月にホハ2から型式変更   |
| ホハ3   | 清水鉄工所 | 1913年11月10日 | 7,010    | 3,962            | V8V                 | 1956年3月23日 | サイドシート仕様                                 |
| ホハフ6 | 清水鉄工所 | 1913年11月10日 | 7,010    | 3,962            | V8V                 | 1956年3月23日 | サイドシート仕様、1951年3月にホハ4から型式変更   |
| ホハフ1 | 清水鉄工所 | 1913年11月10日 | 7,010    | 3,962            | V8V                 | 1953年6月15日 | サイドシート仕様                                 |
| ホハフ2 | 清水鉄工所 | 1913年11月10日 | 7,010    | 3,962            | V8V                 | 1958年8月18日 | サイドシート仕様                                 |

1. ↑  1923年7月にホロハ1から型式変更 1919年に発電機・蓄電池を取りつけたが1923年には撤去。
2. 1 2  1954年1月に電動車から直流電源による点灯へ変更。
3. ↑  1919年に発電機・蓄電池取りつけ、1954年1月に電動車から直流電源による点灯へ変更。

#### 内田型
下津井までの全通に際して岡山の内田鉄工所で製造された5両の切妻形ダブルルーフのボギー車。
| 型式    | 製造所     | 認可          | 全長(mm) | ボギー中心間(mm) | 窓配置 （V=乗降口） | 廃車          | 備考                                             |
| ------- | ---------- | ------------- | -------- | ---------------- | ------------------- | ------------- | ------------------------------------------------ |
| ホハ10  | 内田鉄工所 | 1914年7月23日 | 7,722    | 3,962            | V8V                 | 1956年3月23日 | サイドシート仕様、1926年8月にホロハ3から型式変更 |
| ホハ5   | 内田鉄工所 | 1914年7月23日 | 7,722    | 3,962            | V8V                 | 1956年3月23日 | サイドシート仕様                                 |
| ホハ6   | 内田鉄工所 | 1914年7月23日 | 7,722    | 3,962            | V8V                 | 1954年8月25日 | サイドシート仕様                                 |
| ホハフ3 | 内田鉄工所 | 1914年7月23日 | 7,722    | 3,962            | V8V                 | 1954年8月25日 | サイドシート仕様                                 |
| ホハフ7 | 内田鉄工所 | 1914年7月23日 | 7,722    | 3,962            | V8V                 | 1958年8月18日 | [ * 2 ]                                          |

1. ↑  1919年12月に型式変更、発電機・蓄電池取りつけ。
2. ↑  1919年12月にホハ8からホハ7、1924年2月にホハフ4、1937年にホハ7に1954年1月に電動車から直流電源による点灯へ改造、さらに加藤型のホハフ7の廃車後の1956年にホハフと再三形式変更を繰り返した。

#### 加藤型
大阪の加藤製作所によって1両だけ製造されたダブルルーフの大型のボギー車。妻面の窓は円型を帯びており、同社の小型曲線半径が多い線形を考えると、設計上かなりの無理があり、独自発注の車両ではないだろうと考えられている。
| 型式    | 製造所         | 認可          | 全長(mm) | ボギー中心間(mm) | 窓配置 （V=乗降口） | 廃車          | 備考                             |
| ------- | -------------- | ------------- | -------- | ---------------- | ------------------- | ------------- | -------------------------------- |
| ホハフ7 | 加藤車両製作所 | 1923年2月20日 | 9,868    | 4,267            | V10V                | 1954年8月25日 | サイドシート仕様、密閉デッキ構造 |

1. ↑  等級廃止までは2・3等の合造客車、1925年にホロハ4からホハ11、1951年3月にホロハIVからホハフ7に形式変更、1951年に電動車から直流電源による点灯へ改造されている。

#### 赤穂型
1913年に両備鉄道に納品され、同社が1933年に国鉄に買収され1935年に改軌と線型変更を行ったため、1936年に赤穂鉄道に譲渡され、同社が廃業したために、1952年、夏の繁忙期対策に電車増結用として導入された3両のダブルルーフ、オープンデッキの汎用型軽便客車。両備鉄道時代には2・3等の合造車だった。譲渡契約日は3両共に1952年3月31日で、1953年9月に下津井電鉄の客車としては最初に電動車から直流電源による点灯への改造工事が施された。
| 型式     | 製造所   | 認可          | 全長(mm) | ボギー中心間(mm) | 窓配置 （V=乗降口） | 廃車          | 備考    |
| -------- | -------- | ------------- | -------- | ---------------- | ------------------- | ------------- | ------- |
| ホハフ30 | 日本車輌 | 1952年8月27日 | 9,550    | 5,790            | V10V                | 1961年12月5日 | [ * 2 ] |
| ホハフ31 | 日本車輌 | 1952年8月27日 | 9,550    | 5,790            | V10V                | 1956年3月23日 | [ 16 ]  |
| ホハフ32 | 日本車輌 | 1952年8月27日 | 9,550    | 5,790            | V10V                | 1961年12月5日 | [ * 3 ] |

1. 1 2 3  合造車時代はV4：6Vの窓配置で4窓の部分が2等室だった。
2. ↑  赤穂鉄道時代のホハ50、1956年8月にホハ30から形式変更。
3. ↑  赤穂鉄道時代のホハ54、1952年3月にホハ32から形式変更。

### ガソリンカー - 代燃動車
代燃動車の併用運転は1927年3月20日に認可を受けている。実際の運行は1928年3月1日認可で入線した、日本車輌製造製の単端式2軸小型気動車カハ1・2に始まる。
当時日本車輌製造が私鉄向けに供給していた、T型フォードなどの自動車の動力装置を利用する「軌道自動車」、いわゆるガソリンカーは、下津井鉄道の近隣路線である井笠鉄道が試作車を最初に導入していたこともあり、同社もいち早く注目してこれを導入したものである。そして井笠で先鞭を付けていた車掌省略運転（ワンマン運転）でも追随し、1928年3月に気動車に限った車掌省略許可を得、5月から実施した。6月には追加として同型のカハ3が入線している。
ただし下津井鉄道には、稗田付近と琴海付近に1,000分の25という急勾配区間があり、公称出力20馬力/1,500rpmに過ぎない非力なフォードT型エンジン車での運行にはたいへん苦労があった模様で、「非力で坂が上れず、乗客を降ろして後押しさせた」との証言が残されている。このため1931年以降、フォードT型エンジンは遊星歯車を用いるその特殊な変速機ともども公称出力40馬力/2,200rpmと遙かに強力なフォードAのものに載せ替えられている。また車体の方もエンジンの非力さを補うため可能な限り軽量化されており、相当脆弱な構造だったという。なお、その後のボギー車導入で余剰となったカハ2が、井笠鉄道に1939年に売却されて同社のジ13となっている。
この軌道自動車によって従来の9往復から18〜19回の高頻度運転にダイヤが改正された。
不況が終わり児島周辺の紡績業が盛んになると小型の単端式では輸送力不足となり、1931年からは同じく日本車輌製造製中型両運転台ボギー気動車3両の導入が実施された。このシリーズ以降は手動式ブレーキに加えて空気圧によるSME非常弁付直通空気ブレーキが装備され、保安性が格段に向上した。また、急勾配区間対策としてクラス最強級のアメリカ製ガソリンエンジンのウォーケシャ6MSを搭載、さらに勾配区間での空転防止を目的として、動軸にかかる荷重を大きくするため、台車の心皿位置を動軸寄りにずらした「偏心台車」と呼ばれる特殊な構造の鋳鋼製台車を動力台車に導入していた。これは日本車輌製造をはじめとする日本の気動車メーカー各社が当時取り組んでいた、非力な機関での気動車大型化を実現するための研究成果の一つである。1931年上期に先行導入された最初のボギー車であるカハ5は前面・側面とも一段下降窓であったが、続いて年末に増備されたカハ6・7では前面・側面とも二段上昇窓・前後に鮮魚台つきとなり、台車心皿間寸法を500mm拡大している。
この時点で大阪に工場のあった零細メーカーの加藤車輛製作所が新たに営業を図って日本車輌製造に競り勝ったとみられ、同社はカハ6・7をそのまま延長・大型化したような形態のボギー気動車を製作した。
加藤車輛製作所は、まず従前のカハ6・7を単純に1,000mmストレッチしたような構造のカハ8を1933年に製造した。このカハ8ではエンジンがウォーケシャ6MSから出力70%アップと大幅に高出力化されたウォーケシャ6MKへ変更されており、以後の増備車もこれに倣ったが、これは急峻な下津井鉄道の線形では、一般の中小私鉄では強力型として取り扱われていたウォーケシャ6MSでさえ出力不足だったためである。窓配置はカハ5 - 8の4両で1D7D1と共通だった。
続いて1934年からは、大型ボギー車カハ50形を加藤車輛製作所で増備した。カハ8を一回り拡大したようなスタイルで、運転台側にのみ乗務員扉を設置した（車掌台側には通常の2段窓が設置された）d1D7D2の窓配置を持つこのグループは、日本国内の762mm軌間軽便鉄道向け気動車としては戦前最大の10,800mm・定員76人という大型車体にカハ8と同じウォーケシャ6MKと偏心台車を備えていた。1934年（50・51）、1936年（52）、1937年（53 - 55）と、カハ50 - 55の合計6両が順次増備されて下津井鉄道の主力車となった。また前面・側面窓はカハ6 - 8と同じ二段上昇窓であった。
なお、この加藤車輛製作所は中国鉄道向けにも日本車輌製造と気動車を毎年のように競作していたことが知られており、中国鉄道がウォーケシャ社製ガソリンエンジンを最初のキハニ100から最後のキハニ210まで一貫して採用していたことは、下津井鉄道のエンジン選定にも少なからぬ影響を与えていたと推測される。
下津井鉄道が採用したウォーケシャ6MSおよび6MKは、その名の通りアメリカ合衆国ウィスコンシン州ウォーケシャに本拠を置いたウォーケシャ発動機会社の製品で、本来は農業トラクター用として開発されたものであり、それ故に自動車用のフォードA等とは比較にならない程の強トルク大出力機関であった。中でも6MKは当時の軽便鉄道向けとしては破格の強力機関であり、1,067mm軌間の地方鉄道を含む他社では客貨車牽引を目的に本機を採用した例がみられたが、ここ下津井ではボギー式気動車の連結器に当初は俗に朝顔形として知られる簡易なピンリンク式連結器を、途中からは日本車輌が新たに開発した軽量の簡易連結器を採用しており、客貨車に採用していたバッファーつきピンリンク式連結器とは構造、連結器高さ共に互換性がなかった。つまり、非力な気動車によるトレーラーの牽引は当初から構想していなかったということであり、線形の厳しさが窺える。
これらボギー車は俗に「鮮魚台」と呼ばれるバスケット状の荷台を車外両端に装備しているのが特徴で、下津井港からの鮮魚輸送や航路利用者の荷物搬送に有効活用された。最初のボギー車であるカハ5のみ当初は荷台なしだったが後に改造で追加装備し、単端式車4両も1932年エンジン変更の改造工事に併せて、車体後部に鮮魚台を取りつけている。また単端式も含め、前照灯は屋根上に1灯を設置していた。
| 番号（型番） | 製造所         | 製造年 | 認可           | 定員 | 客室面積(m2) | 自重(t) | 寸法(LxWxH)        | 機関            | PS(kW) | 廃車                            | 備考                     |
| ------------ | -------------- | ------ | -------------- | ---- | ------------ | ------- | ------------------ | --------------- | ------ | ------------------------------- | ------------------------ |
| カハ1        | 日本車輌       | 1928年 | 1928年3月1日   | 21   | 7.56         | 3.0     | 6,947x2,095x2,775  | フォードT       | 20     | 1952年7月15日                   | [ * 2 ]                  |
| カハ2        | 日本車輌       | 1928年 | 1928年3月1日   | 21   | 7.56         | 3.0     | 6,947x2,095x2,775  | フォードT       | 20     | 1939年7月12日                   | [ * 3 ]                  |
| カハ3        | 日本車輌       | 1928年 | 1928年6月23日  | 21   | 7.56         | 3.0     | 6,947x2,095x2,775  | フォードT       | 20     | 1952年7月15日                   | [ * 2 ]                  |
| カハ4        | 日本車輌       | 1929年 | 1929年7月16日  | 30   |              | 3.0     | 6,664x2,095x2,860  | フォードT       | 20     | 1950年5月31日                   | 解体                     |
| カハ5        | 日本車輌       | 1931年 | 1931年5月12日  | 60   | 14.3         | 10.0    | 11,160x2,120x3,047 | ウォーケシャ6MS | 41.78  | 電化後に制御車クハ5に改造       | 最初のボギー気動車       |
| カハ6・7     | 日本車輌       | 1931年 | 1931年12月16日 | 60   | 14.3         | 10.0    | 11,160x2,120x3,047 | ウォーケシャ6MS | 41.78  | 電化後に制御車クハ6・7に改造    | 納車時に鮮魚台取りつけ済 |
| カハ8        | 加藤車輌製作所 | 1933年 | 1933年6月14日  | 68   | 16.1         | 10.7    | 11,606x2,120x3,047 | ウォーケシャ6MK | 50.7   | 電化後に制御車クハ8に改造       | [ * 7 ]                  |
| カハ50 - 55  | 加藤車輌製作所 | 1933年 | 1933年6月14日  | 68   | 16.1         | 10.7    | 11,606x2,120x3,047 | ウォーケシャ6MK | 50.7   | 電化後に電動車モハ50 - 55に改造 | [ * 9 ]                  |

1. 1 2 3 4  1932年2月16日に老朽化と出力不足のため40PSのA型に交換。
2. 1 2  廃車後、カハ1とカハ3は台枠・車体を背中合わせに接合してボギー電車クハ9に改造された。
3. ↑  井笠鉄道に譲渡され客車第14号形 ジ13（後年は客車化されハ18に）となった。
4. ↑  実際は下記の通り、鞆鉄道へ譲渡されて未認可のまま使用されたと見られる。
5. 1 2  クハ5・6は1972年の路線短縮時に除籍された後、クハ5は下津井駅構内に、クハ6はおさふねサービスエリアに保存展示中。
6. 1 2  クハ8・7はその後車体更新改造でクハ25・26となり、1972年の路線短縮時に廃車された。
7. ↑  1943年1月19日に鮮魚台に木炭ガス発生装置を取りつけ、代燃動車として電化まで運行された。
8. ↑  電車化後の変遷は「気動車改造電車の更新」の項を参照。
9. ↑  1940年1月18日認可でカハ51に、1942年1月22日認可でカハ53・54に、1942年3月21日認可でカハ55に木炭ガス発生装置をそれぞれ取りつけ、代燃動車として改造され運行された。

### 電化と気動車改造電車導入
戦中および戦後の混乱期は燃料不足から気動車を木炭ガスで走行させるため、気動車の鮮魚台に代燃炉を搭載して対処した。この際、燃料として必要となる木炭は、自社で工場を建設して確保している。
さらに前述の通り、戦時中の大型機関車大量導入で余剰が発生していた釜石製鉄所から中古蒸気機関車を購入してしのいだが、石炭を含む燃料供給事情の極端な悪化と、これに伴う価格の高騰の対策として一時は全線のバス化も検討される有様であった。だが、最終的に経営陣は起債の上で電化して鉄道を存続することを決断し、1949年に全線の電化工事を完了、社名も下津井電鉄に変更した。
この電化工事に当たっては、対岸の丸亀に発着していた琴平参宮電鉄から同社が1948年に琴平線の複線区間を単線化した際に不要となった機材を譲受するなどの手段を用い、資材難の中にあっても可能な限り良質な機材の調達に努めたことが伝えられている。例えば、架線の支持に細いながらも木柱ではなく鉄塔を用い、架線そのものも軽便鉄道にしばしば見られた路面電車並みの直接吊架ではなく、国鉄線等と同様に吊架線で間接的に吊り下げたシンプルカテナリ構造を、当初より採用していた。
電化当初は従来の加藤製大型気動車6両（カハ50 - 55）を対象に電動車化改造を図り、モハ50 - 55とした。改造内容は床下のエンジン・変速機・減速機・燃料タンクを撤去し、吊り掛け式22kWモーター4基を台車枠を補強し端梁追加の上で装架、手動式単位スイッチ制御器（HL制御器）およびその補機一式を搭載してパンタグラフを屋根上に取り付けるというもので、ブレーキは新造以来の非常弁付直通空気ブレーキ（SME）のままとされたが、定格出力が合計で約120馬力、さらに4軸駆動となって牽引力が大幅に向上した。
これにより、電気機関車代用としての使途が発生したモハ50 - 55には、台枠に補強を施した上で従来の簡易式連結器の真下にバッファつきねじ式連結器が追加搭載され、非常に物々しい外観となった。
また、中型のカハ5 - 8はいずれも駆動系と茶屋町方の運転台を撤去してマスコンを装備し、片運転台の制御車クハ5 - 8へ改造、当時まだ残存していた単端式のカハ1・3・4については同型のカハ1とカハ3を、ボンネット撤去の上で背中合わせに接合、車体を延伸して前面・側面とも一段下降窓の1D10D1の窓配置とし、台車も元の足回りの二軸単台車2両分を巧妙に組み合わせてボギー式台車へ改造、クハ9として制御車の不足を補った。これに対して製造時期が最も新しいカハ4は、三菱重工業三原製作所で機関換装を実施の上で近隣の鞆鉄道へ譲渡され、未認可のまま同社の同系車であるキハ1と振り替えて使用されたと見られている。
なお、電化後の列車運行に際しては、それらの改造電動車と改造制御車を組み合わせた総括制御運転、あるいは蒸気機関車時代以来の客貨車を電動車が牽引することで対応し、電気機関車は導入しなかった。
日本の762mm軌間の電化軽便鉄道で総括制御方式を導入したのはこの下津井電鉄が最初の例であり、これにより機械式気動車の連結運転における複数運転士の搭乗による同調操作の問題が解消されている。
当時、栗原鉄道や栃尾電鉄等、電化に伴い電車を導入した鉄道の多くでは、路面電車並みの直接制御電車で付随車を牽引し、終点では機関車同様に入れ替え作業を伴うことが普通であった。これに対し、この時期に電化した地方私鉄では、下津井電鉄のほかに淡路交通および和歌山鉄道（共に1,067mm軌間 直流600V電化）が総括制御を導入している。これらはいずれも下津井電鉄同様に第二次世界大戦以前より自社発注あるいは他社からの譲受による中型以上の機械式気動車が多数在籍しており、3社とも多客時の機械式気動車による連結運転の問題の多さが総括制御導入のきっかけとなったとみられる。先に挙げた直接制御電車を導入した2社が東日本に所在し、気動車時代から短編成列車の高頻度運転による旅客サービス向上に対してさほど積極的でなかったことから、これらの瀬戸内沿岸各地方私鉄における電化および列車の機動的な増解結による旅客サービスに対する取り組みの積極性が評価された。
なお、この電化時の電車化改造においては、旧動力台車の偏心台車はそのままで主電動機の装架工事が実施されており、後に台車枠の新造交換及び旧付随台車を交えた振り替えが実施されるまでは、気動車改造電動車は6両とも各軸の軸重不均等に起因する空転が発生しやすい傾向があった。

### 新造電車導入
1951年より新製電車の投入が開始された。いずれも、小さいながらもその時々の大手私鉄の動向が反映されているのが特徴である。
第1陣となったのは、ドッジ・ラインによる緊縮財政の余波で国鉄向けの仕事を失って地方私鉄へセールス活動を展開していた日立製作所笠戸工場の手になるモハ101-クハ21の2両で、同社独特のMMC電動カム軸式自動加速制御器を備えた最新型の設計であった。もっとも、この自動加速制御器はパイロットモーターやカム軸のメンテナンスに手がかかり、しかも在来のモハ50 - 55などのHL制御器と制御シーケンスに互換性がなく相互間で併結も制御車の使い回しもできなかったため、限定的な運用に就けざるを得なかった。なお窓配置は3D6D3で、また1962年〜1963年にかけて貫通路の設置とモハの片運化が行われ、2両固定編成になっている。
第2陣となったのはモハ102、クハ22・23の3両で、1954年にモハ102とクハ22がナニワ工機で、クハ23が帝国車両で製造された。これらはいずれも当時のナニワ工機が得意とした上段Hゴム支持の側窓を持つ準張殻構造でスマートなデザインの軽量車体を備え、窓配置は第1陣と同じ3D6D3だが車体の全長が伸びて13m級となった。これらはモハ101-クハ21の反省からHL制御器に戻されており、特に2両が製造された制御車は在来車と混用されてラッシュ時の混雑改善に大きな威力を発揮した。また、前面窓はモハ101-クハ21の一段下降窓から外側へ跳ね上げるように開く構造に改良されており、通風の改善が図られている。前照灯は気動車や第1陣と同様屋根上に1灯を設置していたが、新造電車の方は砲弾型のカバーに収められていた。
第3陣はモハ103-クハ24で、1961年にナニワ工機で製造された。車体寸法や窓配置の基本は第2陣に準じるが、乗務員扉が新設されd2D6D3の窓配置となり、連結面は切妻化されて貫通路を設置し、初の2両固定編成車として登場した。デザイン面でも、当時のナニワ工機の主力製品の一つであったアルミサッシが全面的に導入され、雨樋を側面にのみ設置した前面張り上げ屋根で、前面デザインも湘南型をベースに前照灯を埋め込み式かつ左右に振り分けて2灯装備する近代的な造形であった。また前面窓は固定窓で窓上2ヶ所と窓下1ヶ所に通風器が設けられ、塗色も赤白2色の塗り分けで見る者に鮮烈な印象を与えた。もっとも、機器は第2陣と共通で、電動車の台車が変更された程度に留まっている。また下記の通り、路線短縮後にワンマン化及び乗務員扉の撤去と客用扉の移設といった改造が施されている。
なお車両の塗色は、非電化時代及び気動車改造電車は上半クリーム色に下半茶色が標準で、モハ101-クハ21は窓周りクリーム色に幕板・屋根と腰板が茶色、前面の塗り分けラインは仙北鉄道の気動車に近い金太郎塗りであった。モハ103-クハ24の登場後は、新造電車と気動車改造電車の更新改造車が同車に準じた、幕板に細い白帯を入れた上半赤・下半白の塗色に変更されている。

### 栗原鉄道からの車両譲受
1955年には、改軌した宮城県の栗原電鉄からモハ2401・2402（1950年日本鉄道自動車工業製）・2403（1951年日本鉄道自動車工業製）を譲受し、電装解除の上でサハ1 - 3として竣工した。なおサハ1・2はサハ3に比べて約1m車体長が短く、窓配置はサハ1・2が1D7D1、サハ3が2D7D2であった。
貴重な電動車を付随車化したのは、これらが比較的小型の直接制御車であり、在来車と共通運用可能とするには電装品の大半の新製・交換を要したためであった。これらの就役により、蒸気機関車時代以来の客車はその大半が淘汰された。

### 気動車改造電車の更新
モハ103登場後、陳腐化が進み、また明らかに見劣りするようになったことから、気動車改造電車の車体更新が自社下津井工場で開始された。
工事内容は制御車の車体延伸、各車の鮮魚台部分の客室化、気動車時代動力台車だった偏心台車の台車枠更新による均等化などで、モハ51・54・50→モハ104・105・110、クハ8・7→クハ25・26となった。
このうちモハ110以外は形状をモハ102-クハ22に準じたものとし、前面窓は一段上昇式で片運転台化の上貫通路を設置した固定編成車とされたが、モハ110に限っては電気機関車代用や早朝・深夜の単行運転を前提に両運転台のまま更新工事が実施され、車体の延伸部分については全面的に溶接が取り入れられた上、入れ替え作業の便を図って乗務員扉が前後左右4か所に設置され、d2D7D2dの窓配置となっている。また制御車の方は車体長が短い上各車の長さもまちまちだったため、台枠の継ぎ足しによる車体延長とそれに伴う台車ボルスタ位置の移設、台車枠の切り接ぎによる偏心台車の均等化など大規模な改造を要した。クハ8→クハ25とクハ7→クハ26でさえ台車・車体共に工事内容が異なっており、連結面側の窓寸法や客用扉と側面窓の配置も異なっていた（クハ25：3D8D3、クハ26：3D7D4）。こうした事もあってかクハ5・6の更新改造は見送られている。
なお、貫通路の設置はこの他固定編成で運用されていたモハ101・102、クハ21・22、サハ2・3に対しても実施されており、当時の輸送単位の急激な増大ぶりがしのばれる。
ちなみに、カハ50形→モハ50形6両の詳細な変遷は以下の通りである。
| 気動車時代 | 電車化 | 車体更新・改番 | 廃車時期 | 廃車後の処遇                                 |
| ---------- | ------ | -------------- | -------- | -------------------------------------------- |
| カハ50     | モハ50 | モハ110        | 1977年   | 長期保管後1988年に車体を鷲羽山駅待合室に転用 |
| カハ51     | モハ51 | モハ104        | 1972年   | 解体                                         |
| カハ52     | モハ52 | [ * 1 ]        | 1972年   | 電装品をモハ1001に供出の上解体               |
| カハ53     | モハ53 | モハ65         | 1972年   | 解体                                         |
| カハ54     | モハ54 | モハ105        | 1972年   | 解体                                         |
| カハ55     | モハ55 | [ * 1 ]        | 1972年   | 解体                                         |

1. 1 2  営業成績の低下による路線短縮の方針が決まったため、更新工事を施されないまま廃車された。
2. ↑  他のモハ50形と異なり未更新のまま改番されている。改番理由は不明。

路線短縮直前の頃は、モハ101-クハ21、モハ102-サハ3-クハ22、モハ103-クハ24、モハ104-サハ2-クハ25、モハ105-クハ26の各固定編成と、増結・単行運転などに使用されるモハ110、モハ52・53（→モハ65）・55、クハ23、クハ5・6・9、サハ1の計5編成21両が在籍していた。

### 路線短縮に伴う電車改造
1972年の路線短縮後、モハ110、クハ23（→モハ1001）、モハ103-クハ24、モハ102-サハ2-クハ22の7両が残され、他は全て廃車された。
実際に運用上必要な車両数は6両であったが、単行運転用として片運転台の制御車であるクハ23を両運転台の電動車に改造するのに時間がかかったことから、その間の暫定的な運用車両として両運転台の更新改造車であるモハ110も残された。
クハ23については、窓配置を変更して客用扉を両端に寄せ（窓配置が3D6D3→1D10D1に変化）、廃車となったモハ52から発生したとされる電装品を用いて電装するという大工事が自社下津井工場にて実施され、併せてワンマン化改造の上でモハ1001として1973年に竣工し、モハ110を長期休車から1977年には廃車へと追いやった。その後同車は早朝深夜や日中の単行運転用として長く重用されたが、1983年10月ごろから車内外への落書きを公認しそれを目玉にした落書き電車となり、「赤いクレパス号」の愛称が与えられて専用のヘッドマークがつけられたほか、テレビや雑誌などでも取り上げられて有名になった。また、1984年11月には定期検査の機会を捉えて車内の海側のロングシートのみ撤去し、そこに廃車となった自社所有観光バスの廃車時に発生した余剰品の座席を流用して、山側は既存のロングシート、海側は交換したクロスシートの座席配置のセミクロスシート車として廃止時まで使用された。廃止間際の頃には全国各地から訪れた観光客による落書きが車両内外の至る所に数多く書き込まれていたが、電装品を中心に相当老朽化が進んでおり交換用の部品も欠乏していたため、なるべくモハ103-クハ24の方を多く稼働させる工夫がなされていた。
モハ103-クハ24は朝夕の通勤通学時間帯や休日などの多客時、あるいはモハ1001の検査時などを中心に運用され、しばらくはツーマン仕様で使われていたが、1973年12月〜1974年1月にかけての定期検査の際にワンマン化改造が実施され、モハ1001同様に運転台寄り客用扉を移設、さらに乗務員扉も撤去されてd2D6D3から1D8D3（扉間窓のうち左から3枚目は幅の狭い1段サッシ窓）と変則的な窓配置となった。また前面も通風改善のため通風器を撤去し、前面窓のうち進行方向右側の窓を下端から1/3ほどの位置で分割した下段上昇式の二段窓に改造している。その後は車体修理の機会を捉えて、1985年6月にアイボリーホワイトを主体にスカーレットの細帯を巻いた当時の自社路線バスに近いカラーリングに変更されたが、1988年の瀬戸大橋完成直前に富士フイルムの広告電車となり、同社製フィルムのイメージカラーである緑を主体に白帯を巻いた塗装に変更の上、廃止時まで運用された。
モハ102-サハ2-クハ22は児島競艇開催時やイベント時などの多客輸送用とモハ103-クハ24の定期検査時の代走用として残されており、客用扉も手動のままで自動化されなかった。またワンマン化改造もされずツーマン仕様のままで路線短縮前の全盛期の姿を保っていたが、上記の通りモハ102は路線短縮前に片運化と貫通路設置、クハ22とサハ2は貫通路設置の改造を受けており、3両貫通編成を組んでいた。ただし運用時には車掌の乗務が必須であったため通常期は運用されず、下津井車庫で留置されていることが多かった。後述するメリーベルの導入後に、まず特に老朽化の進んでいたサハ2が廃車解体されてモハ102-クハ22の2両編成となり、多少の整備を施した上で予備車として残され、その後瀬戸大橋博'88の会期終了後の1990年には、残る2両も順次下津井工場でクハ22→モハ102の順に解体された。なお同車の電装品や機器類などは既存車の予備部品として廃止時まで保管されており、またモハ102の車体は解体までの間倉庫代用として使用されていた。

### 最後の新造電車
1988年の瀬戸大橋完成にあわせ、在籍車両中でも唯一ワンマン化されず、また老朽化が特に深刻になってきていたモハ102-サハ2-クハ22の代替用として、1961年のモハ103-クハ24以来実に27年ぶりの新車が用意された。
アルナ工機でモハ2001-サハ2201-クハ2101の計3両1編成が製造されたこの新車は、「大正ロマン電車」をデザインコンセプトとするいわゆるレトロ調電車であり、塗装は従来車と異なり赤一色、屋根はダブルルーフ（レイルロード・ルーフ）で前面にはカウキャッチャーと飾りのベルをぶら下げたダミーのデッキを設けていた。さらに、運転台寄り半室が冷房付きで海側がクロスシート、山側がロングシートの赤いクレパス号と同様の座席配置のセミクロスシートとした密閉型、残り半室とサハの全室は車窓向きに座席が配置されたカラーパイプを並べたロングシートの開放型という非常に特徴的なアコモデーションを備え、「メリーベル」という愛称が与えられていた。
もっとも、外観の奇抜さとは裏腹にその主要機器は至って普通であった。制御器（東洋電機製造製HL制御器）と主電動機こそ下津井工場に長らくストックされていた予備品が流用されたが、主電動機は在庫品を絶縁強化して出力アップ、台車は住友金属FS538と呼称される片押し式ユニットブレーキにメンテナンスフリーの密封式円錐コロ軸受、そしてオイルダンパを組み込まれた防振台車を採用、路面電車向けに生産されていた当時最新鋭の東洋電機製Z型パンタグラフをモハとクハの前頭部寄りに搭載し、離線対策として両者間を母線結合、補助電源装置は静止形インバータ（SIV）を初採用、ブレーキも電気指令式電磁直通ブレーキ（HRD-1）とするなど、当時の最新技術を積極的に、かつメンテナンスフリーに重点を置いて合理的な形で導入していた。
この「メリーベル」は中間のサハ2201を抜き取ってモハ2001-クハ2101の2両編成でも運用可能で、同年開催された瀬戸大橋博覧会終了後はその状態でしばらく運行され、その間サハ2201は下津井駅構内に留置されていた。
これら3両は久々の新造車両であり、代替としてモハ102-サハ2-クハ22が廃車となったが、これら自体も想定外の会社不振による下津井電鉄線そのものの廃止により、実働期間わずか3年未満で廃車となった。
その後、同じ762mm軌間の三岐鉄道北勢線（下津井電鉄線廃止当時は近鉄北勢線）に車両譲渡の話もあったが、保安装置や架線電圧など各規格の相違やそれに伴う改造費用の問題があり、立ち消えとなった。

### 現存する車両
多くの車両は部分廃止に伴う除籍後に下津井工場で解体処分されたため、現存する車両は少ない。全線廃止時に残っていた車両の一部も解体されたが、旅客用車8両と貨車3両は前述の下津井駅構内にあった温室風の上屋内に、廃止後に新たに敷かれた線路に載せて保存されている。

#### 下津井駅跡
駅跡地は廃止後も下津井電鉄が所有しており、通常は一般公開されていない。一時期は周囲を有刺鉄線などで囲んでいた。また車両も劣化・荒廃が進んでいた。
2002年より下津井電鉄を愛好する地元住民を中心としたボランティアで結成された「下津井みなと電車保存会」の手によって、車体の補修などが徐々に進められている。車両の現況については保存会のウェブサイトで確認することができる（下記外部リンク参照）。なお、保存会の活動日(第2日曜日、第4土曜日)および年に一度の「下津井みなと電車祭り」（例年3月頃）の際には、近くで車両を見ることが可能である。
※が付いた車両は2017年に鷲羽山下電ホテルに移設されたもの。
- モハ1001（赤いクレパス号） 1954年 帝国車輛工業製
  - 1983年からは、落書き電車として運行された。外装や下回りの落書きは廃止直後に行った全塗装により消されたものの、内装各部の落書きは廃止当時のまま残されて保存されている。2024年10月現在他車両整備のため屋外留置。
- モハ103-※クハ24（フジカラー号） 1961年 ナニワ工機製
  - 末期は、フジカラーの広告電車として運行され、廃止後もそのフジカラー塗装のまま保存されていた。現在は保存会により、以前の標準色である赤と白のツートンカラーに塗り直されている。2024年10月現在整備のため屋外留置。
- モハ2001-サハ2201-クハ2101（メリーベル号） 1988年 アルナ工機製
  - 最後の新造車両。一時は側面客室窓が割られるなど状態が悪化したが、アクリル板などにより修復されている。2024年10月現在上屋内に設置。
- ホジ3（元井笠鉄道） 1955年 富士重工製
  - 部分廃止時の線路撤去用に購入されたが機関不調でほとんど使用されなかった。以来下津井駅で保存され、廃止時まで井笠鉄道当時の塗装のまま保存されていた。2024年10月現在展示及び他車両整備のため屋外留置。
- クハ5 1931年 日本車輌製造製
  - 鮮魚台（バケット）付きのガソリンカー改造電車で、ガソリンカー時代の形式はカハ5。現在は茶色1色の塗装に塗り直されている。2024年10月現在展示及び他車両整備のため屋外留置。
- ホワ6
  - 開業時に用意された有蓋貨車。2024年10月現在は、上屋前の線路上に設置されている。
- ※ホカフ9
  - 車掌室付きの有蓋貨車。鉄道営業末期にはイラストの塗装をされていた。黒に塗り直され、下津井駅では上屋前の線路に設置されていた。
- ホトフ6
  - 無蓋貨車。2024年10月現在上屋前の線路に設置。

2017年1月、下津井電鉄の系列企業である下電ホテルは、下津井駅跡の保存車両のうちクハ24とホカフ9を鷲羽山下電ホテル駐車場に移設する構想を発表した。移設費用の一部はクラウドファンディングで募った寄付を充てると報じられた。この構想に対して保存会側は、地域活性化と言う目標達成のためにホテルとの連携は不可欠で、従前からの下津井電鉄の姿勢にも言及しながら、今後も協力関係を築いていきたいとブログで述べている。
2017年9月30日、2両は計画通り鷲羽山下電ホテルの敷地内に移設された。移設費用の一部（439万円）を募るクラウドファンディングは成立し、204名が支援金を拠出した。同年12月時点では車両に上屋が設置されている。

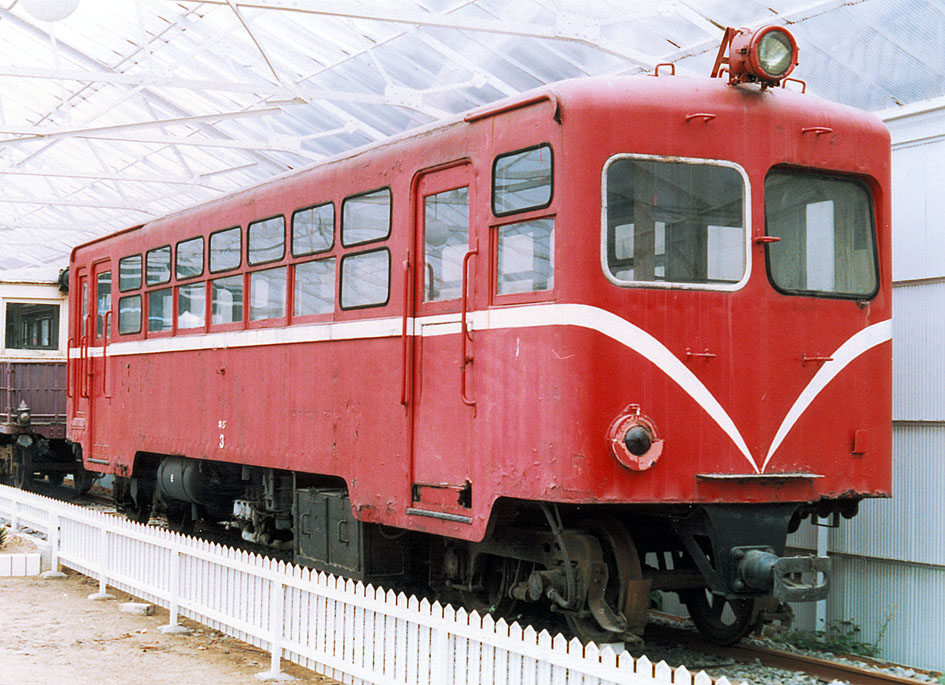
ホジ3（下津井駅、1990年）
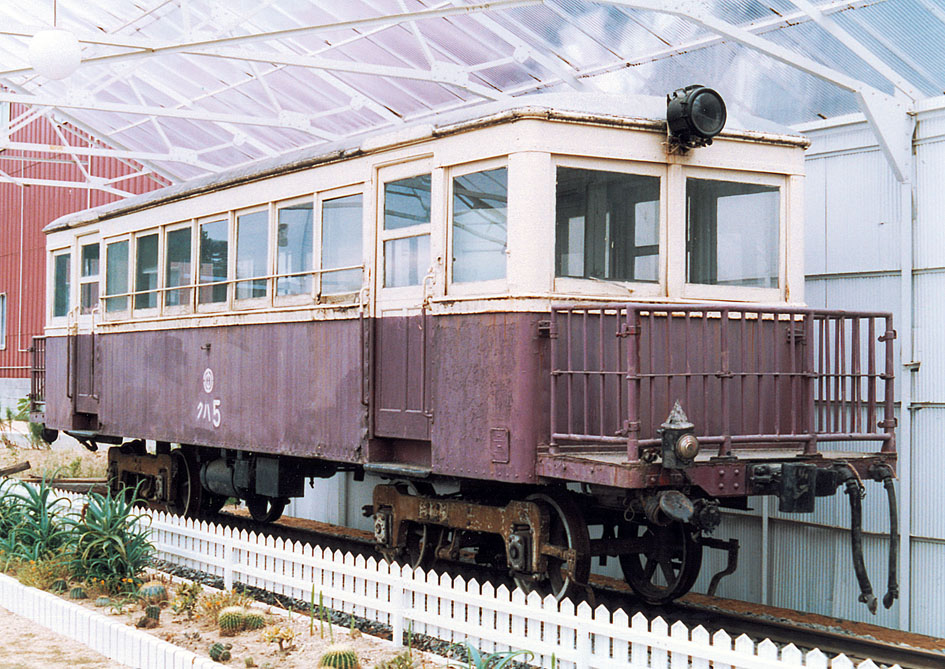
クハ5（下津井駅、1990年）
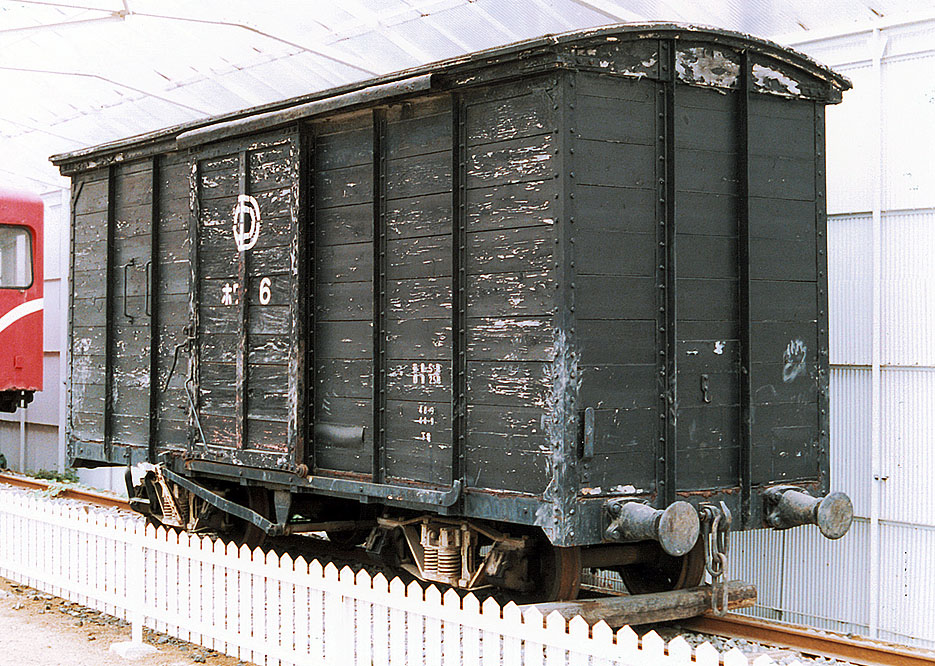
ホワ6（下津井駅、1990年）

#### おさふねサービスエリア
岡山県瀬戸内市長船町の国道2号沿いにあるおさふねサービスエリアには、山陽新幹線高架下に気動車や客車が展示されている。
保存車両は3両で頭上を走る新幹線の枕木方向へ横並びで保存されている。部分廃止後にトラックで同所へ運び込まれた。保存場所は新幹線の高架下なので直接風雨が当たる事はないが、下津井駅の保存車両と同様に窓ガラスが割られ、塗装も劣化した。2007年になって3両とも全塗装され、車両の案内看板を新調した。2016年には窓ガラスの入れ直しと併せて現役時代の窓枠を全て撤去し、外観を似せた簡便な固定窓に交換された。以前は国道2号からも見ることができたが、現在では車両の南（国道）側の駐車場の端に販売店の建物が建設されたため見えなくなった。
- クハ6 1931年 日本車輌製造製
  - 鮮魚台（バケット）付の気動車改造電車で気動車時代の形式はカハ6。一時全てのガラスが失われた窓は2016年、現役時代の窓枠を全て撤去して開閉のできない簡便な固定窓に交換した。この修復で前面および側面の2段窓は外観を似せた中桟入りの1段固定窓に変わっており、原型は失われている。
- ホハフ2 1913年 清水鉄工所製
  - 開業時に製造されたデッキつき客車。下津井車庫留置時には既に特徴的なデッキの柵が失われていた。2016年に窓ガラスの入れ直しと併せて、現役時代の窓枠を全て撤去して簡便な固定窓に交換した。
- ホワ10
  - 有蓋貨車。下津井にあるホワ6と同型車。内部は、おさふねガーデンの倉庫として利用されている。

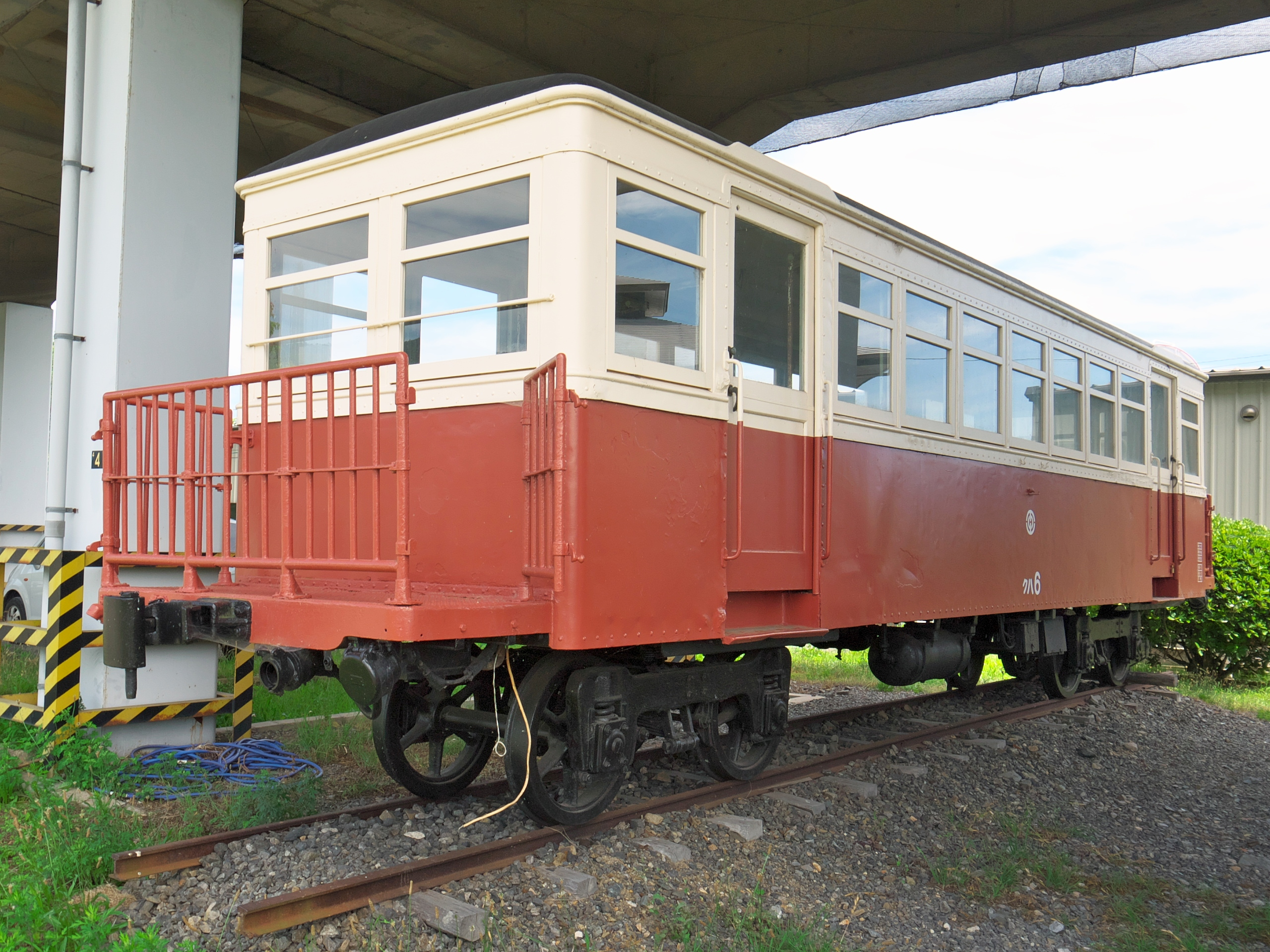
クハ6
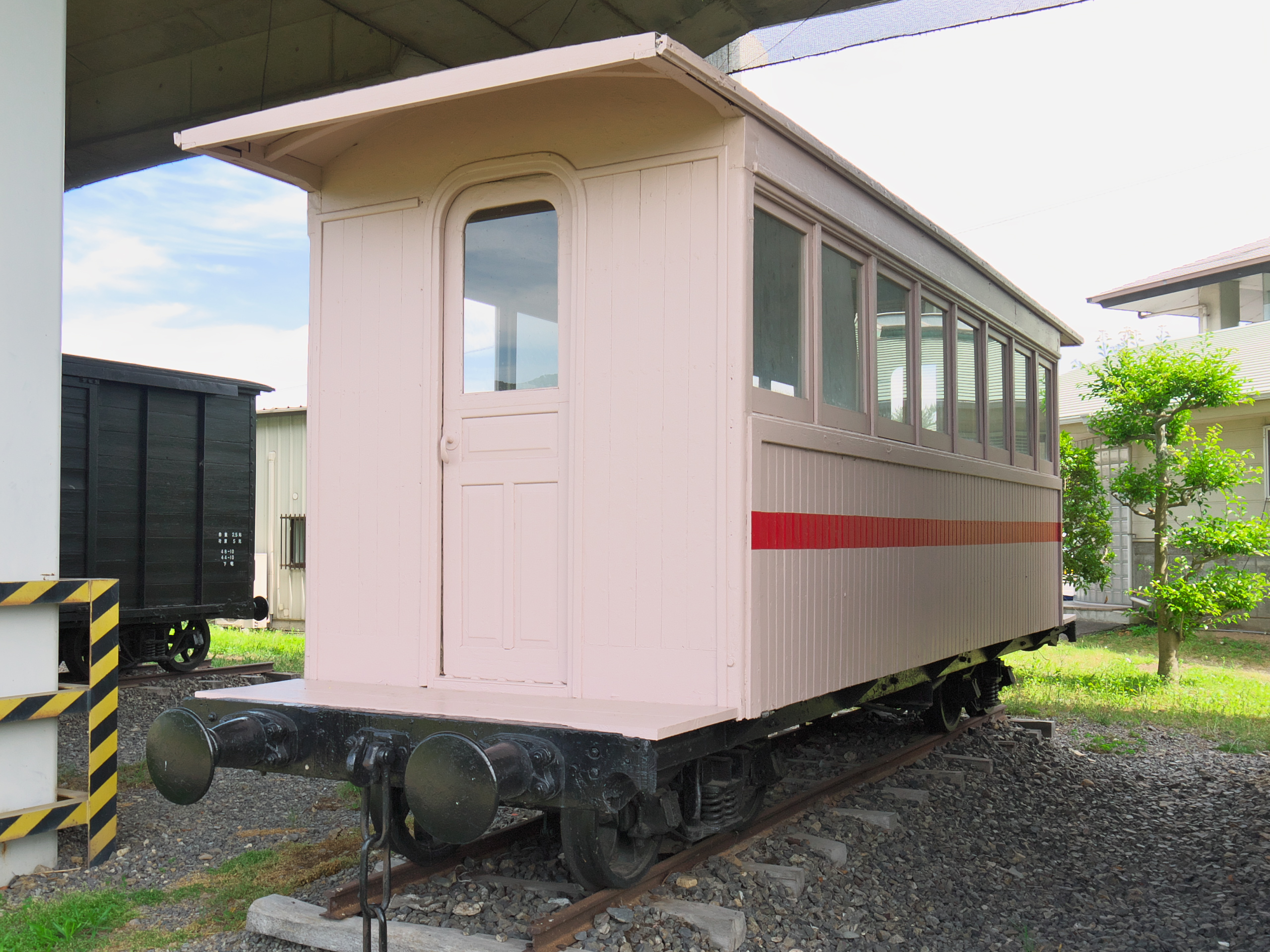
ホハフ2
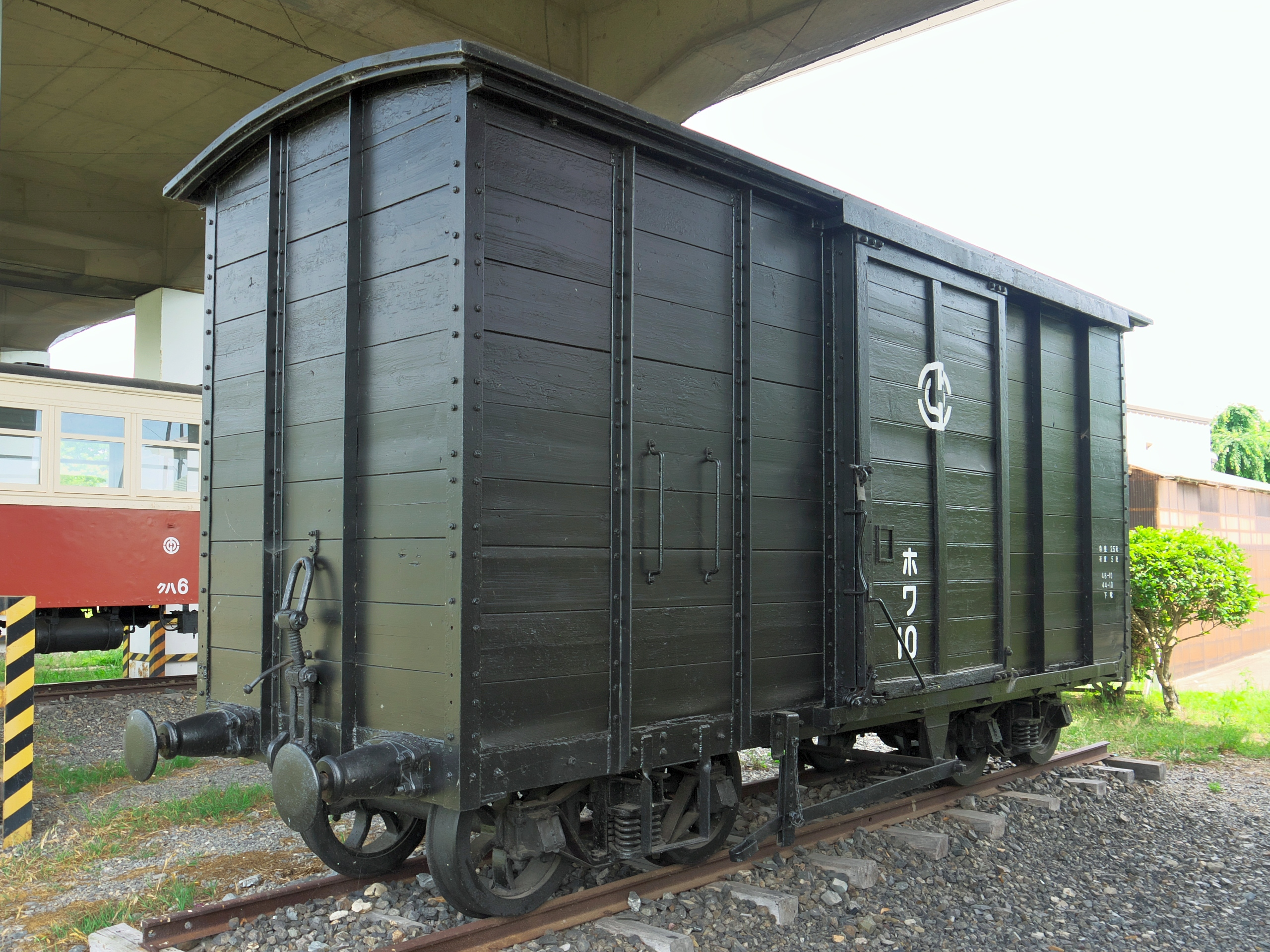
ホワ10